# Kesselschlacht von Tscherkassy
1941: Białystok-Minsk – Dubno-Luzk-Riwne – Smolensk – Uman – Kiew – Odessa – Leningrader Blockade – Wjasma-Brjansk – Charkow – Rostow – Moskau – Tula

1942: Rschew – Charkow – Ljuban/Wolchow – Kertsch/Sewastopol – Fall Blau – Kaukasus – Stalingrad – Operation Mars

1943: Woronesch-Charkow – Operation Iskra – Nordkaukasus – Charkow – Kursk – Orjol – Donez-Mius – Donbass – Belgorod-Charkow – Smolensk – Dnepr – Kiew

1944: Dnepr-Karpaten – Leningrad-Nowgorod – Krim – Wyborg–Petrosawodsk – Operation Bagration – Lwiw-Sandomierz – Jassy–Kischinew – Belgrad – Petsamo-Kirkenes – Baltikum – Karpaten – Ungarn

1945: Kurland  – Weichsel-Oder – Ostpreußen – Westkarpaten – Niederschlesien – Ostpommern – Plattensee – Oberschlesien – Wien – Oder – Berlin – Prag

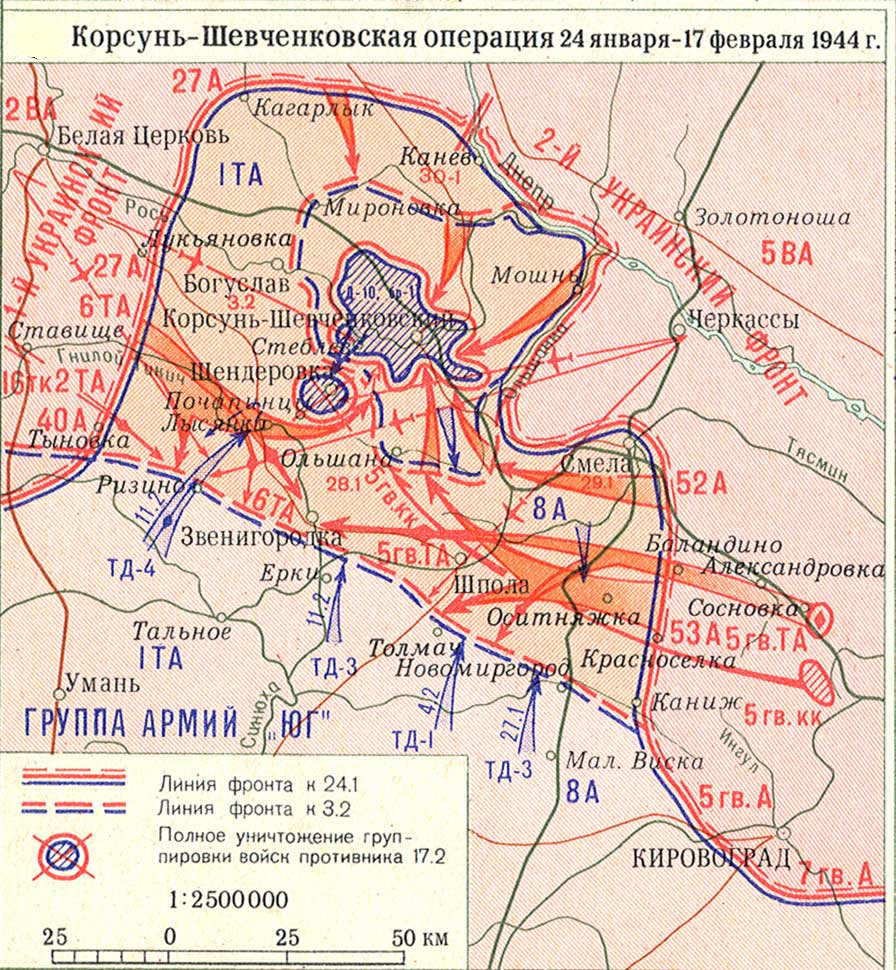
Kessel von Korsun (sowjetische Karte)

Die Kesselschlacht westlich von Tscherkassy (russisch Корсунь-Шевченковская операция, Korsun-Schewtschenkowsker Operation) war Teil der Dnepr-Karpaten-Operation und dauerte vom 24. Januar bis 17. Februar 1944. Das Kampfgeschehen vollzog sich am mittleren Dnjepr während des Zweiten Weltkrieges an der Ostfront. Bei dieser Operation waren neben den Infanterietruppen auch bis zu vier sowjetische Panzerarmeen beteiligt. Die Kämpfe fanden mitten im Winter statt und umfassten dramatische Kämpfe, bei denen die Masse der deutschen 8. Armee von sowjetischen Truppen zeitweilig eingekesselt wurde, jedoch – wenngleich unter erheblichen Verlusten – ausbrechen konnte. Allerdings waren die Verluste auf sowjetischer Seite etwa fünfmal so hoch.

## Vorgeschichte
In der zweiten Januarhälfte 1944 hatten die Truppen der 1. Ukrainischen Front (Armeegeneral Nikolai Watutin) nach der Schitomir-Berditschewer Operation die Linie Korosten – Kasatin – Kanew erreicht. Die Truppen der 1. Ukrainischen Front waren auf über 600 Kilometer Länge ausgedehnt und bestanden aus sieben Armeen und mehreren Panzerarmeen. Während der linke Flügel noch am Fluss Dnjepr verankert war, stand die rechte Flanke bis in den Raum Sarny mehr als 300 Kilometer westlich des Dnjepr. Nach der Kirowograder Operation befand sich die 2. Ukrainische Front (Generaloberst Iwan Konew) bis zum 16. Januar im Vormarsch, auf 250 Kilometer Front festigte sich die neue Front östlich von Smela, westlich von Kirowograd bis nördlich von Nowgorodka. Konews Front bestand aus sechs Armeen und einer Panzerarmee, ein Kavallerie- und drei mechanisierte Korps befanden sich in Reserve. Die Nahtlinie zur 1. Ukrainischen Front verlief am Dnjepr südöstlich von Kanew. Das 73. Schützenkorps (Generalmajor Batizki) der 52. Armee hatte Tscherkassy am 14. Dezember mit der 373., 254. und 294. Schützendivision befreit. Rechts anschließend sicherte die 206. Schützen-Division der 27. Armee am Dnjepr-Abschnitt.

### Situation der 8. Armee vor der Offensive

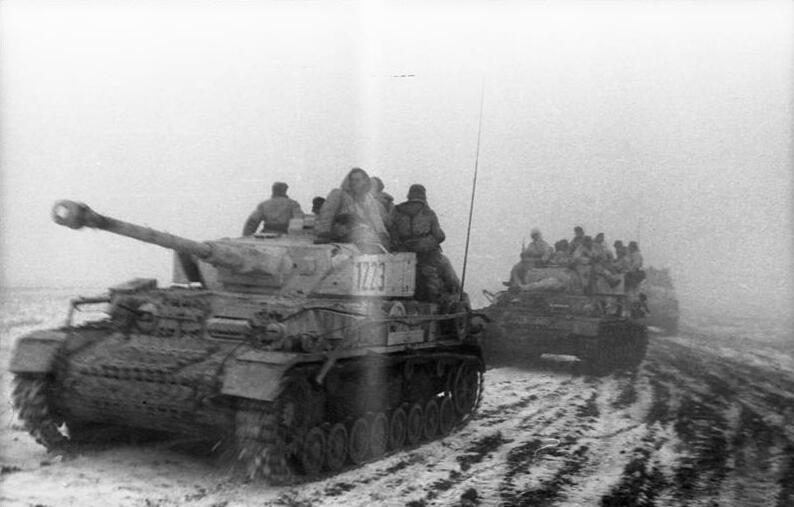
Deutscher Panzer IV

Auf der gegnerischen Seite stand die deutsche 8. Armee unter General der Infanterie Otto Wöhler. Sie bestand neben dem III. Panzerkorps aus dem XI. und XXXXII. Armeekorps mit 14 Divisionen (davon drei Panzer-Divisionen und eine motorisierte Brigade) mit etwa 170.000 Soldaten, 2.600 Geschützen und 310 Panzern. An der Linie Kanew – Swenigorodka – Smela hielt die deutsche 8. Armee eine Front von 90 Kilometern von Süden nach Norden und am Dnjepr 125 Kilometer Front von Ost nach West. Auf dem rechten Flügel der 8. Armee, an der Grenze zur 1. Panzerarmee, verteidigte das XI. Armeekorps eine längere Front als das XXXXII. Armeekorps. Der zum Dnjepr vorspringende nordöstliche Abschnitt der Front ließ keine großangelegten Operationen zu, weil das dortige Gebiet sumpfig war und große Waldungen Bewegungen schwierig machten. Hier waren die Reste der 112., 255. (u. a. als Divisionsgruppe 255) und 332. Infanterie-Division eingesetzt, die bereits in der Korpsabteilung B zusammengefasst waren. Die Front zwischen Moschny und Smela war von stark bewässerten Gebieten durchzogen und für schweres Gerät fast unzugänglich. Zahlreiche Flüsse, Schluchten mit steilen Hängen und zahlreiche große Siedlungen verstärkten die deutschen Verteidigungslinien. Das Abwehrsystem der Gräben und die Kommunikationsverbindungen waren gut ausgebaut, eine große Anzahl von Bunkern verstärkte die Stellungen. Die wichtigsten Stützpunkte vor der Front und an den Flanken wurden mit Minenfeldern und Drahtbarrieren gesichert. Der dort querende Fluss Tjasmyn konnte von der an dieser Stelle eingesetzten 389. Infanterie-Division als Verteidigungslinie genutzt werden.
Die stärkste deutsche Verteidigungslinie war im Abschnitt zwischen Kagarljk und Moschny geschaffen worden. Die erste Stellung verlief entlang des Ufers des Tjasmyn und der dahinter liegenden Höhen. Die zweite Verteidigungslinie verlief über den Gniloi Taschlyk und Tischkowka, war aber nicht vollständig ausgebaut. Entlang des Olshanka-Abschnitts, auf dem Gelände von Mlejew und Topilno wurde die Position nach Südosten verlängert. Der Raum südlich von Olschany war von der deutschen Verteidigung weniger gut ausgebaut worden. Im Gebiet westlich und nordwestlich von Kirowograd befanden sich während der Kirowograder Operation mehrere deutsche Panzerdivisionen, von denen noch zwei in Reserve der 8. Armee standen. Im Bereich südwestlich von Ochmatow standen weitere Panzerreserven der 1. Panzerarmee, welche schnell in den Raum Korsun verlegt werden konnten. Am 22. Januar führte das XI. Armeekorps zwischen Smela und Bereznjaki lokale Abwehrkämpfe, vor allem der Bereich Balandino – Krasnoselka war heftig umkämpft. Die Luftaufklärung ergab, dass die Rote Armee neue Kräfte zwischen Balandino-Krasnoselka konzentrierte. Die 389. Infanterie-Division wurde südlich von Balandino angegriffen, die sowjetischen Angriffe wurden abgeschlagen. Als Vorsichtsmaßnahme beschloss das Kommando der 8. Armee, die 11. und 14. Panzerdivision herauszuziehen, um eine Reserve zu schaffen. Die Angriffe der sowjetischen Truppen zwischen Balandino und Krasnoselka wurden den ganzen Abend mit Artilleriebeschuss fortgeführt, sowjetische Angriffe waren im Osten des Dorfes Burtki konzentriert.
Für die geplante Offensive ließ die Stawka der 1. Ukrainischen Front starke Verstärkungen zuführen: Für die Auffüllung der dortigen Panzerkräfte wurden der Front vom 22. Januar bis zum 3. Februar etwa 400 neue Panzer T-34 gesandt. In Übereinstimmung mit der Direktive des Oberkommandos begannen die Truppen der 1. und 2. Ukrainischen Front, die Angriffsoperation vorzubereiten. Das Kommando der 1. Ukrainischen Front konzentrierte seine Stoßgruppe östlich von Stawischtsche. Die Truppen an der linken Flanke der 40. Armee wurden mit dem 47. Schützenkorps (167. und 359. Schützen-Division) und dem 104. Schützenkorps (58. und 133. Schützen-Division) die rechte Flanke der 27. Armee mit der 180. und 337. Schützen-Division verstärkt. Auch das 5. Garde-Kavallerie-Korps, zuvor Teil der 4. Ukrainischen Front, kam als Verstärkung zur 2. Ukrainischen Front.

## Sowjetische Angriffsplanung

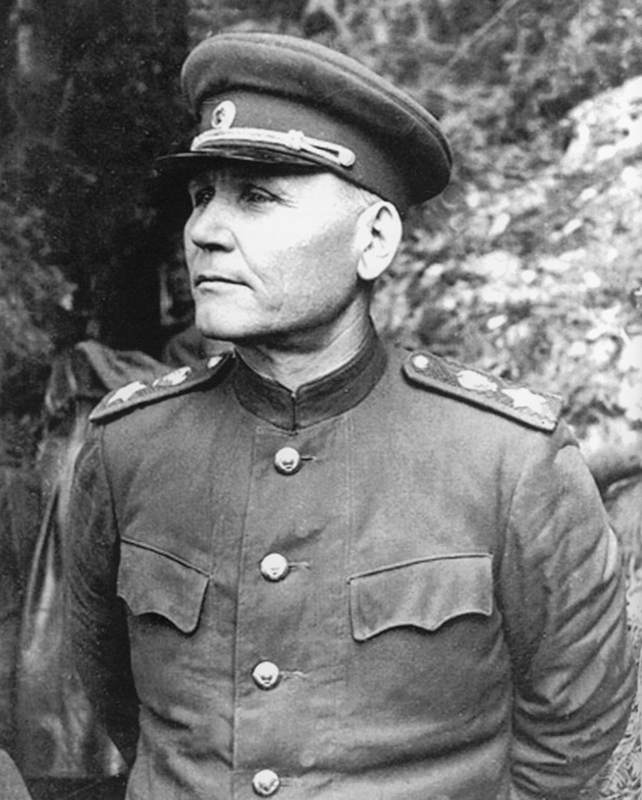
Armeegeneral Iwan Konew

Der Beginn der sowjetischen Offensive wurde zunächst für den 25. Januar 1944 um 8:30 Uhr festgesetzt, dann doch einen Tag früher eingeleitet. Gemäß der Richtlinie der Stawka vom 20. Januar hatten die Hauptkräfte der 2. Ukrainischen Front, bestehend aus der 53. Armee, der 4. Garde-Armee und zwei mechanisierten Korps, auf Swenigorodka und Nowo-Mirgorod anzugreifen und bei Schpola die Verbindung mit den Kräften der 1. Ukrainischen Front herzustellen. Die 5. Garde-Panzerarmee (18., 20. und 29. Panzerkorps mit 218 Panzer und 18 Selbstfahrlafetten) sollte im Bereich der 53. Armee eintreten und über Schpola in Richtung Swenigorodka durchbrechen. Die 4. Garde- und die 53. Armee hatten zwischen Werbowka- und Wasiliwka auf 19 km Front in Richtung auf Schpola und Swenigorodka mit 14 Schützendivisionen anzusetzen. Zusätzlich zu diesem Hauptangriff sollten zwei Nebenangriffe mit der 5. und 7. Garde-Armee westlich und südwestlich von Kirowograd und der 52. Armee in Richtung auf Maloje Staroselje und Gorodischtsche erfolgen, um die im Raum Kirowograd stehenden deutschen Panzerreserven zu binden. Sobald die Angriffe der 5. und 7. Garde-Armee die Aufmerksamkeit vom eigentlichen Hauptangriffsabschnitt abgelenkt hätten, sollte die Offensive der 52. Armee im engen Zusammenwirken mit der eigentlichen Hauptstoßgruppe einsetzen. Der linke Flügel der 1. Ukrainischen Front, bestehend aus dem 5. Garde-Panzerkorps und einer kombinierten Gruppe der 27. Armee, bestehend aus der 337. und 180. Schützendivision, sollte einen Tag später bei Talnoje nach Osten angreifen und anschließend nach Schpola durchbrechen. Die Gruppe, die für den Hauptangriff nach Osten bestimmt war, bestand aus der 6. Panzerarmee, dem 47. Schützenkorps und dem 104. Schützenkorps der 40. Armee. Diesen Planungen gemäß erhielten die Armeen folgende Aufgaben: Die 4. Gardearmee, (7 Schützendivisionen davon eine in zweiter Staffel) mit einer Feuerkraft von bis zu 100 Geschützen pro Kilometer (82-mm- und 120-mm-Mörser eingeschlossen), sollte die Front zwischen Werbowka und Balandino auf 10 Kilometer Breite angreifen. Diese Armee wurde auf der rechten Seite am Fluss Gniloi Taschlyk von der 52. Armee unterstützt. Die links anschließende 53. Armee (10 Schützendivisionen, davon eine in zweiter Staffel) hatte an der Frontlinie Balandino bis Wasiliwka in einer Breite von 9 Kilometern zu durchbrechen und auf Tischkowka und Meschirowka vorzugehen. Die zum operativen Durchbruch bestimmte 5. Garde-Panzerarmee sollte im Abschnitt der 53. Armee noch vor Abend des ersten Angriffstages eingeführt werden und die Linie Schurawka, Listopadowo und Taschkowka bis zu 24 Kilometer Tiefe erreichen, danach bis zum Ende des zweiten Angrifftages auf 50 km weiter auf Wasilkowka, Skotorewo und Krymki vorstoßen. Je nach Situation sollte diese Armee anschließend die Angriffe gegen Swenigorodka oder auf Petrakowka fortführen. Im Norden führte die 52. Armee einen unterstützenden Angriff entlang der linken Angriffsflanke in Richtung auf Gorodischtsche.
Die bei der 1. Ukrainischen Front für den Hauptschlag bestimmte 6. Panzerarmee war erst ab 21. Januar aufgestellt worden. Sie bestand aus dem 5. Garde-Panzerkorps und dem 5. Mechanisierten Korps, es gab vorerst keine weiteren Kräfte zur Verstärkung. Der bisherige Kommandant des 5. Garde-Panzerkorps, Generalleutnant Andrei Krawtschenko, war zum Kommandeur der 6. Panzerarmee ernannt worden. Am 26. Januar umfasste diese Armee nur 91 Panzer und 16 Selbstfahrlafetten, während der Operation wurde zusätzlich das 47. Schützenkorps als Verstärkung zugeführt. Nachdem die 6. Panzerarmee in die deutsche Verteidigung eingedrungen war, sollte sie nach Swenigorodka vordringen und die Verbindung mit der 5. Garde-Panzerarmee herstellen. Inzwischen sollten Einheiten der 40. Armee (die 136. Schützendivision, ein Regiment der 167. Schützendivision und die 6. motorisierte Schützenbrigade) Angriffe in der Region Basow, Rizino und Jankow ausführen. Die Stoßgruppe der 40. Armee (51. und 104. Schützenkorps) hatte den Auftrag, die deutsche Verteidigungsfront zwischen Tynowka- und Kosjakowka zu durchbrechen und die gesamte Operation von Süden her zu decken. Die Divisionen der 27. Armee sollten die gegnerische Verteidigung zwischen Kosjakowka und Koshewatoje durchbrechen und die Offensive auf Korsun entwickeln. Die operativen Vorbereitungen sollten fortgesetzt werden, auch wenn an der Front bereits intensive Kämpfe einsetzen würden.

### Beteiligte Sowjetische Streitkräfte
Die für die ersten Angriffe bestimmten Kräfte der 1. und 2. Ukrainischen Front zählten zusammen 27 Schützendivisionen mit 255.000 Mann, dazu ein Mechanisiertes Korps und vier Panzerkorps mit fast 600 Panzern und Selbstfahrlafetten. Etwa 5.300 Geschütze und Granatwerfer sowie 1054 Flugzeuge wurden beim Doppelangriff eingesetzt. Am Höhepunkt der Kesselschlacht waren dann neben den Panzerarmeen etwa 45 Schützen- und 3 Kavallerie-Divisionen mit etwa 336.000 Soldaten eingesetzt.

#### Linker Flügel der 1. Ukrainischen Front
27. Armee: Generalleutnant Sergei Georgijewitsch Trofimenko
- 180., 206. und 337. Schützen-Division
- 54. und 159. befestigter Raum
- 298. Garde-, 713. und 1892. Artillerieregiment

6. Panzerarmee: Generalleutnant Andrei Grigorjewitsch Krawtschenko
- 5. mechanisiertes Korps, Generalleutnant M. W. Wolkow (2., 9. und 45. mechanisierte Brigade)
- 233. Panzer-Brigade, Generalmajor M. I. Saweljew
- 5. Garde-Panzerkorps, Generalleutnant W. M. Alexejew (20., 21. und 22. Garde-Panzerbrigade, 6. Garde-mechanisierte Brigade)

40. Armee: Generalleutnant Filipp Feodosjewitsch Schmatschenko
- 47. Schützenkorps (74., 167. und 359. Schützendivision)
- 104. Schützenkorps (58., 133. und 136. Schützendivision)
- 50. Schützenkorps (4. Garde-Luftlandedivision, 38., 240. und 340. Schützendivision)
- 51. Schützenkorps (42. Garde-, 163. und 232. Schützendivision)

Teile 1. Panzerarmee
- 11. Garde-Panzerkorps: Generalleutnant Andrei Getman (40., 44., und 45. Panzerbrigade, sowie 27. motorisierte Schützenbrigade)
- selbständiges 156. Panzerregiment

Frontreserve:
(ab 6. Februar) 2. Panzerarmee, Generalleutnant Semjon Iljitsch Bogdanow
- 11. Panzerkorps: Generalmajor Filipp Nikitowitsch Rudkin (20., 36. und 65. Panzerbrigade, sowie 12. motorisierte Schützenbrigade)
- 16. Panzerkorps: Generalmajor Iwan Wassiljewitsch Dubowoi (107., 109. und 164. Panzerbrigade, sowie 15. motorisierte Schützenbrigade)

(ab 11. Februar) 47. Armee, Generalleutnant Vitali Polenow
- 106. Schützenkorps (58., 133., 359. Schützen-Division)
- 67. Schützenkorps (151., 221. und 302. Schützen-Division)
- 6. Garde Kavallerie-Korps (8. und 13. Garde-, 8. Kavallerie-Division)

#### 2. Ukrainische Front
Befehlshaber: Armeegeneral Iwan S. Konew
52. Armee: Generalleutnant Konstantin Apollonowitsch Korotejew
- 78. Schützenkorps (62. Garde-Schützen-Division, 7. Garde-Luftlande-Division)
- 73. Schützenkorps (254., 294. und 373. Schützen-Division)
- 173. Panzerbrigade
- 378. und 379. unabhängige Panzerbataillon

4. Gardearmee: Generalmajor Alexander I. Ryschow, ab 2. Februar General Iwan K. Smirnow
- 20. Garde-Schützenkorps (5. Garde-Luftlande-Division, 66. Garde- und 375. Schützen-Division)
- 21. Garde-Schützenkorps (69. Garde- und 138. Schützendivision)
- 27. Flugabwehrartillerie Division
- 33. Panzerartillerie-Brigade

5. Garde Panzerarmee: Generalleutnant Pawel Alexejewitsch Rotmistrow
- 18. Panzerkorps, Generalmajor W. I. Poloskow (110., 170. und 181. Panzerbrigade, 32. mechanisierte Brigade)
- 29. Panzerkorps, Generalmajor Iwan Fjodorowitsch Kiritschenko (25., 31. und 32. Panzer-Brigade, 53. mechanisierte Brigade)
- 20. Panzerkorps, Generalleutnant I. G. Laszarjew (8. Garde-, 80. und 155. Panzerbrigade, 7. Garde- mot. Schützenbrigade)
- 116. Panzerbrigade

53. Armee: General Iwan Wassiljewitsch Galanin
- 48. Schützenkorps (14. Garde-, 252. und 299. Schützen-Division)
- 75. Schützenkorps (116., 213., 214. und 233. Schützen-Division)
- 25., 66., 78., 80., 89. und 138. Schützendivision
- 34. separates Panzer-Regiment
- 16. Artillerie-Durchbruchs-Division

Frontreserve
- 49. Schützenkorps (6. und 94. Garde-, 84. Schützendivision)
- 26. Garde-Schützenkorps (25. Garde- 6. und 31. Schützen-Division)
- 33. Schützenkorps (50. und 297. Schützen-Division, 89. Garde-Schützen-Division)
- 8. mechanisiertes Korps (66., 67., 68. mechanisierte Brigade)
- 5. mechanisiertes Gardekorps (24. Garde-Panzerbrigade, 10., 11. und 12. Garde-mechanisierte Brigade)
- 11. und 26. Flakartillerie-Division

5. Garde-Kavalleriekorps: Generalleutnant Alexei Gordejewitsch Seliwanow
- 11. und 12. Garde- sowie 63. Kavallerie-Division

## Verlauf

### Angriff der 2. Ukrainischen Front

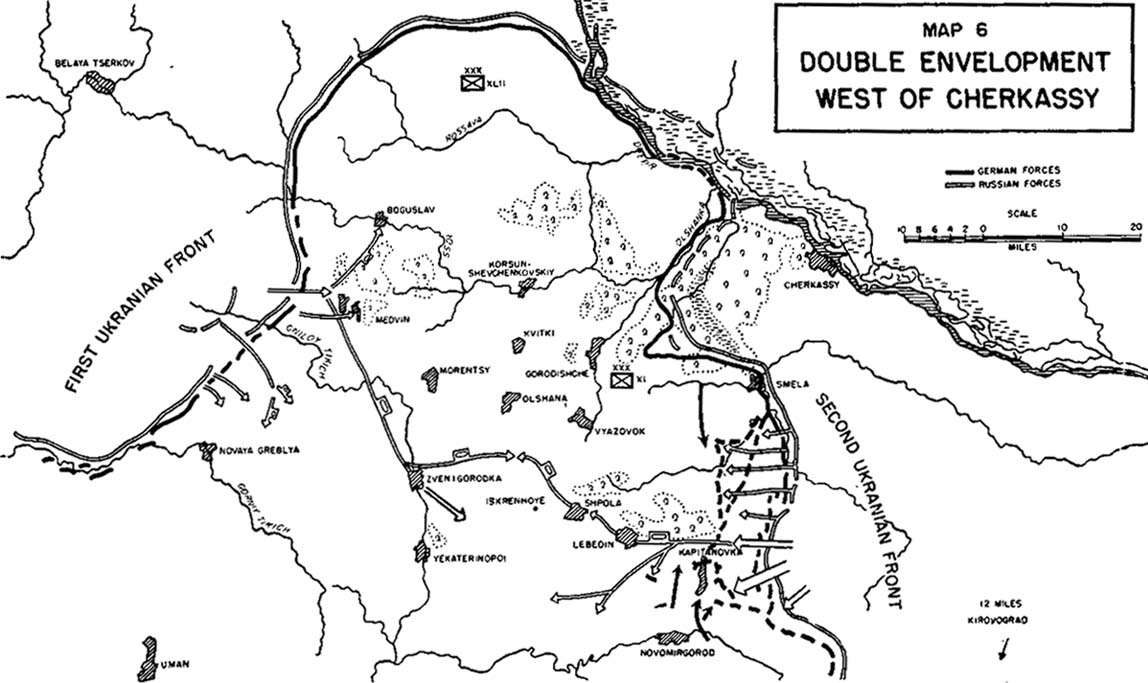
Beidseitiger Zangenangriff der sowjetischen Fronten

Am 24. Januar griff die 2. Ukrainische Front mit der 4. Gardearmee und der 53. Armee aus dem Osten in Richtung auf Schpola an. Der Angriff war gut vorbereitet und kam für das deutsche Kommando überraschend. Nach einem kurzen starken Artillerieschlag folgte auf 16 km Front der Angriff der sowjetischen Infanterie-Bataillone. Zwischen Werbowka und Wasiliwka musste sich die deutsche 389. Infanterie-Division auf rückwärtige Zwischenstellungen zurückziehen. Bis zum Ende des Tages war die deutsche Front in einer Tiefe von 2 bis 6 km eingedrückt.
Die Hauptkräfte der 4. Garde- und 53. Armee setzten am Morgen des 25. Januar ihre Offensive fort, am Nachmittag griff auch die 5. Garde-Panzerarmee unter General Rotmistrow ein, die im Bereich der 53. Armee zwischen Kochanowka nach Butyrki eingeführt wurde. Die Armee verfügte über 156 einsatzfähige Panzer und Selbstfahrlafetten. Dazu gehörten 49 Panzer im 18. Panzerkorps, 42 im 29. Panzerkorps und 51 beim 20. Panzerkorps. Das 20. und 29. Panzer-Korps bildeten das erste Treffen. Das 18. Panzerkorps, das hinter dem 29. Panzerkorps folgte, bildete die zweite Staffel und sollte beim Vormarsch die linke Flanke schützen. General I. G. Laszarew, der Kommandant des 20. Panzerkorps, setzte die 8. Garde- und die 155. Panzerbrigade im vorderen Treffen ein und verstärkte den Angriff mit den mobilen Artillerieregimentern 1895 und 1834 sowie einer Batterie des Panzerabwehr-Artillerieregiment 1505. Die 7. Garde-motorisierte Schützen-Brigade folgte in der zweiten Staffel. Der Korpskommandeur behielt die 80. Panzerbrigade und das 406. Garde-Mörserbataillon in Reserve. Das 20. Panzerkorps sollte am Ende des Tages Schurawka einnehmen und den Vormarsch auf Lebedin erzwingen. Das 29. Panzerkorps wurde bei Turia im Bereich des 75. Schützenkorps an der linken Flanke des 20. Panzerkorps eingeführt und sollte bis zum Ende des Tages in Richtung Lipjanka vorrücken. Nach intensiven Kämpfen waren die Truppen der 4. Gardearmee am Ende des Tages im östlichen Teil von Telepino und in Radwanowka eingedrungen, die Streitkräfte der 53. Armee hatten Pisarewka und Reimentirowka besetzt.

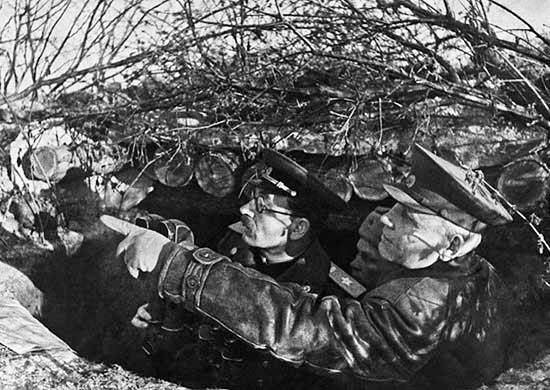
Armeegeneral Konew und General Rotmistrow beobachten den Einsatz der 5. Garde-Panzerarmee

Am zweiten Angriffstag war die Tiefe des Einbruchs an der deutschen Front auf 22 Kilometer erweitert worden, Werbowka wurde durch sowjetische Truppen besetzt. Die 8. Garde-Panzerbrigade (Oberst W. F. Orlow), unterstützt von den selbstfahrenden Artillerieregimentern 1834 und 1895, drängte die deutschen Kräfte aus dem Raum östlichen von Kapitanowka hinaus. Gegen Mittag umfasste die 155. Panzerbrigade Tischkowka von Norden und näherte sich dem östlichen Stadtrand von Schurawka. Am Ende des zweiten Angriffstages hatten die Verbände des 20. und 29. Panzerkorps die Linie Kapitanowka-Tischkowka erreicht und den Einbruch am dritten Tag auf 32 Kilometer Tiefe erweitert.
Die Flugzeuge der 2. Luftarmee (1. Ukrainische Front) und der 5. Luftarmee (2. Ukrainische Front) schützten die sowjetischen Angriffstruppen. Im Zeitraum Januar führten die Einheiten und Formationen dieser Luftarmeen 14.739 Einsätze durch, einschließlich 5.140 Angriffs-, 3.386 Bomber- und 6.213 Kampfeinsätze. Die heftigsten Luftkämpfe ereigneten sich über dem Sektor der 2. Ukrainischen Front. Bis Ende Januar kam es hier zu 402 Luftkämpfen, bei denen 272 gegnerische Flugzeuge zerstört wurden.

#### Der entscheidende Kampf ab 26. Januar

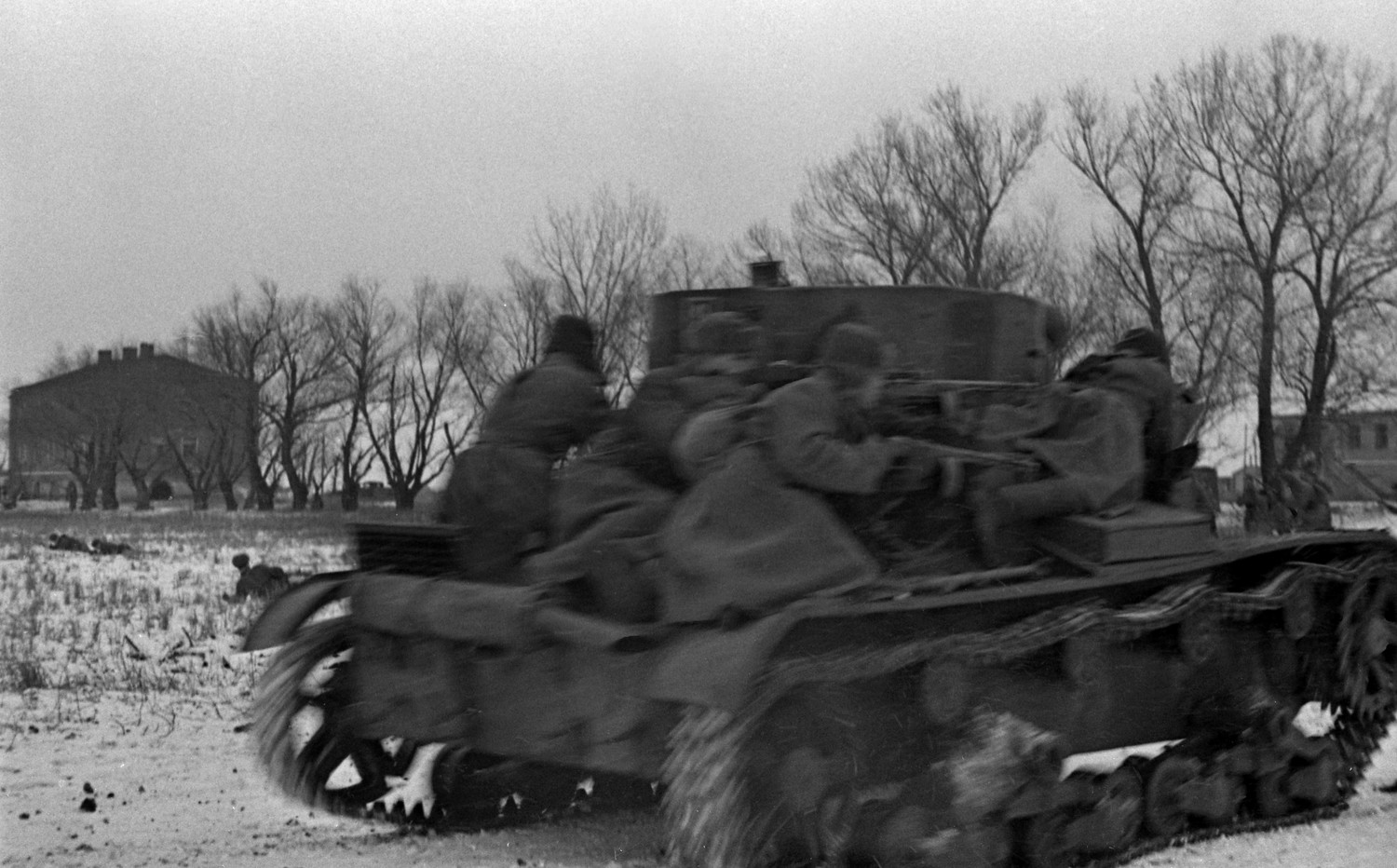
Angriff sowjetischer Panzer im Bereich Korsun-Schewtschenkowski

Am folgenden Tag entwickelte sich die sowjetische Offensive erfolgreich in die Tiefe: Nach dem Durchbruch der 4. Garde- und 53. Armee entlang der Linie Schurawka und Nowo-Mirgorod wurde der Angriffskeil im Raum nordöstlich von Kapitanowka konzentriert, um schnell im feindlichen Hinterland vorzudringen. Die deutsche 57. Infanterie-Division (Generalmajor Trowitz), die eine Stellung an dem vom Fluss Tjasmyn (Irdyn) entwässerten Irdyner Sumpf hielt, wurde zur Unterstützung der angegriffenen 389. Infanterie-Division herangeführt. Diese war durch den sowjetischen Angriff aber bereits großteils zerschlagen, ihre Reste wurde von der bei Smela haltenden 72. Infanterie-Division (Oberst Hohn) aufgenommen.
Am Morgen des 26. Januar wurden deutsche Gegenangriffe in zwei Richtungen angesetzt, um die eingebrochenen feindlichen Panzerkorps abzufangen und die kritische Lage wieder zu bereinigen. Das deutsche XXXXVII. Panzerkorps griff mit drei Panzerdivisionen ebenfalls vom Süden her an, traf aber sofort auf starken Widerstand seitens der sowjetischen 5. Gardearmee. Auch im Westen, wo die 1. Ukrainische Front ihre Offensive eröffnete, gelang den sowjetischen Truppen bei Bojarka der Durchbruch.
Die Gegenangriffe der 3., 11. und 14. Panzerdivision (Oberst Unrein) wurden von Einheiten der SS-Division „Wiking“ (SS-Gruppenführer Gille) aus den Wäldern westlich von Pastorskoje und durch Gegenstöße der 72. und 389. Infanterie-Division (Generalmajor Kurt Kruse) in Richtung auf Ositniaschka und Zlatopol sowie von Einheiten der 106. Infanterie-Division (Generalleutnant Werner Forst) in Richtung auf Ositniaschka unterstützt.
Im Norden der sich bereits abzeichnenden Kesseloperation griffen Einheiten der 57. und 389. Infanterie-Division gegen den sowjetischen Einbruchskeil an. Die Kampfgruppe Langkeit der 14. Panzerdivision erhielt den Befehl, zum Gegenstoß auf Ositniaschka anzutreten. Während dieser Aktion griffen sowjetische Truppen südöstlich von Rossochowatka an und drohten, die 14. Panzerdivision von der 3. Panzerdivision (Oberst Lang) abzuschneiden. Die Kampfgruppe Langkeit musste sofort wenden und versuchen, den verlorenen Kontakt mit der 3. Panzerdivision wiederherzustellen. Die abgeschnittene Kampfgruppe Brese der 14. Panzerdivision hielt Positionen auf den Hügeln westlich von Ositniaschka, war aber bereits von sowjetischen Truppen umgeben. Statt den sowjetischen Vormarsch aufhalten zu können, musste Oberst von Brese zusehen, wie der Großteil der 5. Garde-Panzerarmee nach Tischkowka und Kapitanowka vorging.
Während die 14. Panzerdivision um ihre Positionen kämpfte, verblieb die 11. Panzerdivision als letzte deutsche Hoffnung, den sowjetischen Durchmarsch zu stoppen. Vor Beginn der sowjetischen Offensive war die 11. Panzerdivision (Generalleutnant von Wietersheim) aus dem Kampfraum abgezogen und südlicher in den Raum von Nowomirgorod verlegt worden, jetzt erfolgte eiligst die Rückkehr nach Nowo Archangelsk. Es schien wahrscheinlich, dass die 11. Panzerdivision am Morgen des 27. Januar weiter vorrücken konnte, ihr Erfolg blieb ihrer geringen Kampfkraft wegen zweifelhaft, obwohl sie das Sturmgeschützbataillon 905 als Verstärkung erhalten hatte.
Letzteres kämpfte sich westlich von Pisarowka auf den Hügel 205,4 vor, während das Panzergrenadier-Regiment 111 im südlichen Ortsteil von Tischkowka eindrang. Es gelang nicht nur, Tischkowka und die östlichen Randgebiete von Kapitanowka zu nehmen, sondern auch die rückwärtigen Verbindungen der 5. Garde-Panzerarmee zu unterbrechen. General Rotmistrow hatte bereits die zweite Staffel seiner 5. Garde-Panzerarmee – das 18. Panzerkorps – in die Schlacht geworfen. Gleichzeitig erhielt das 29. Panzerkorps den Befehl, die Linie Wodjanoje-Lipjanka zu schützen. Die Erfolge der deutschen 11. Panzerdivision an der Südflanke der 5. Garde-Panzerarmee waren für Rotmistrow beunruhigend, verhinderten aber nicht den weiteren Vormarsch. Da Nachschubkräfte zur Verfügung standen, konnte das sowjetische 20. Panzerkorps die Offensive wieder aufnehmen, nachdem Schurawka am späten Nachmittag besetzt worden war. Mit zwei Panzerbrigaden ging es weiter im Tal nordwestlich von Schurawka, und um 23:00 Uhr drang die sowjetische Vorhut in die Vororte von Lebedin ein. Das 29. Panzerkorps, das auf einer Achse südlich des 20. Panzerkorps operierte, machte weniger Fortschritte, hatte aber Turija am Ende des Tages besetzt.
Die nachrückenden frischen Panzertruppen des sowjetischen 18. Panzerkorps (General W. I. Polozkow) konnten die feindlichen Gegenangriffe stoppen und die unterbrochene Kommunikationen wiederherstellen. In der Hauptangriffs-Richtung nach Swenigorod wurde die Offensive allein vom 20. Panzerkorps (Generalleutnant I. G. Laszarew) fortgeführt. Die 155. Panzerbrigade (Oberstleutnant I. I. Proschin) befreite zusammen mit der 8. Garde-Panzerbrigade (Oberst Orlow) am 27. Januar Schpola. Zusätzlich wurde auch das 5. Garde-Kavalleriekorps (General Seliwanow) in die Schlacht geworfen. Während die Offensive auf Marianowka und Olschana durchdrang, sollte das Kavalleriekorps im Hinterland die gegnerischen Verbindungen abschneiden und das Kommando desorganisieren. Am Ende des Tages hatte die 5. Garde-Panzerarmee folgende Punkte erreicht: Das 29. Panzerkorps (Generalmajor Kiritschenko) hatte die Front von Wodianoje, Lipjanka und Meschigorka erreicht; das 18. Panzerkorps hatte sich am Abschnitt Tischkowka und Pisarewka konzentriert, die Brigaden des 20. Panzerkorps festigten die Front zwischen Schpola, Lebedin und Kapitanowka.
Am 28. Januar erreichten die Schützeneinheiten, die sich rasch hinter dem 20. Panzerkorps vorgeschoben hatten, die Linie Jekaterinowka – Pastorskoje – Schurawka – Tischkowka und Pisarewka. Gleichzeitig wurde mit dem Vormarsch der Panzerkorps nach Swenigorodka eine Außenfront entlang der Linien Swenigorodka, Schpola und Turija geschaffen.
Die deutsche 3. Panzerdivision (Oberst Lang) und die 18. Artilleriedivision konnten die bereits verlorene Verbindung mit dem deutschen III. Panzerkorps wiederherstellen. Der sowjetische Frontkommandant ordnete dagegen eine Reihe von Umgruppierungen an, die darauf abzielten, die 4. Garde- und die 53. Armee zu verstärken. Um eine stabilere Außenfront nach Süden zu schaffen, beschloss Konew, drei Divisionen der 53. Armee (6. Garde-, 84. Garde- und 94. Garde-Division) zum 49. Schützenkorps zu kombinieren, das dem Kommandeur der 5. Garde-Panzerarmee unterstellt wurde. Der Kommandeur dieser Armee erhielt den Auftrag, einen feindlichen Durchbruch von Süden nach Norden zu verhindern und die Linie Swenigorodka, Jurkowka, Skotorewo und Wodianoje zu halten. Das 20. Panzerkorps organisierte eine feste Verteidigung im westlichen und südwestlichen Raum von Swenigorodka, es wurde angewiesen, sich zur Umgruppierung bereitzuhalten, um feindliche Gegenangriffe abzuwehren. Das 18. Panzerkorps sollte bei Krymki konzentriert werden und Gegenangriffe in Richtung Jurkowka, Skotorewo und Lipjanka starten. Das 29. Panzerkorps hatte zu verhindern, dass der Feind in Richtung Lebedin und Schpola vordrang. Am nächsten Tag nahmen das 20. Panzerkorps und die 233. Panzer-Brigade samt dem selbstfahrenden Artillerie-Regiment 1228 Swenigorodka ein.
Die neuen deutschen Gegenangriffe, die Schpola erreicht hatten, versuchten dort stehende sowjetische Panzerkräfte abzuschneiden. Gemeinsam mit den nachkommenden Schützeneinheiten der 4. Garde- und der 53. Armee konnten die Truppen der 5. Garde-Panzerarmee alle deutschen Angriffe abschlagen. Während der Kämpfe wechselten die Ortschaften Kapitanowka, Tischkowka, Schurawka und Turija mehrmals den Besitzer. Mit zwei seiner Brigaden erreichte das 20. Panzerkorps am 28. Januar Swenigorodka, wo es mit der 233. Panzerbrigade und der 6. motorisierten Schützenbrigade des 5. Garde-Panzerkorps (von der 1. Ukrainischen Front) die Verbindung erreichte. Der Abstand zwischen den bei Swenigorodka stehenden Brigaden des sowjetischen 20. Panzerkorps und der sich in Schpola befindlichen 7. Garde-motorisierten Schützenbrigade betrug noch fast 30 Kilometer. Ein weiteres Intervall von 10–12 Kilometern bestand auch zwischen der 7. Panzer-Brigade und dem rechten Flügel des 29. Panzerkorps. Die Schützenverbände der 53. Armee und die 2. Staffel der 5. Garde-Panzerarmee folgten, das 18. Panzerkorps war noch entlang der Linie Kapitanowka und Tischkowka gebunden. Gleichzeitig hatte das 29. Garde-Panzerkorps die Linie Towmach, Lipjanka und Meschigorka besetzt, und das 18. Garde-Panzerkorps wehrte heftige gegnerische Panzerangriffe im Raum Zlatopol ab. So konnte am 28. Januar die Einkreisung der deutschen Gruppierung im Raum Korsun vollendet werden. Es verblieben aber noch einige Durchgänge, durch die deutsche Truppen aus der Einkreisung ausbrechen konnten. Um eine feste Kesselfront zu schaffen, mussten die Schützeneinheiten eine innere Front bilden. Die folgende operative Zusammenarbeit der 5. Garde-Panzerarmee mit dem linken Flügel der 27. Armee hatte das Ziel, die deutschen Kräfte im Korsuner Kessel daran zu hindern, nach Süden zurückzugehen.
Während des folgenden Tages (29. Januar) drangen die sowjetischen Panzertruppen an der feindlichen Front durch, die folgenden Schützendivisionen begannen rasch in Richtung Olschana nachzurücken. Nach der Eroberung von Swenigorodka entsandte das 20. Panzerkorps starke Vorposten nach Olschana und zerschlug im feindlichen Hinterland zusammen mit dem 1. motorisierten Garde-Regiment und Einheiten des 5. Garde-Kavallerie-Korps gegnerische Verbindungen. Die Schützendivisionen, die jetzt operativ dem Kommandeur der 5. Garde-Panzerarmee unterstellt waren, rückten von Schpola und Jurkowka weiter auf Swenigorodka vor. So erreichte die 84. Schützendivision am 31. Januar Schpola und nahm eine Verteidigungslinie entlang Iskrennoje und Wasilkowo (2 km südwestlich von Schpola) ein. Um hier eine zuverlässige Verteidigung zu schaffen, wurde neben dem 49. Schützenkorps auch die 5. Pionier-Brigade aus der Reserve der 5. Garde-Panzerarmee eingesetzt. Die Operationen dieser Streitkräfte wurden aus der Luft durch das 1. Jagdflieger-Korps unterstützt.

### Angriff der 1. Ukrainischen Front am 26. Januar

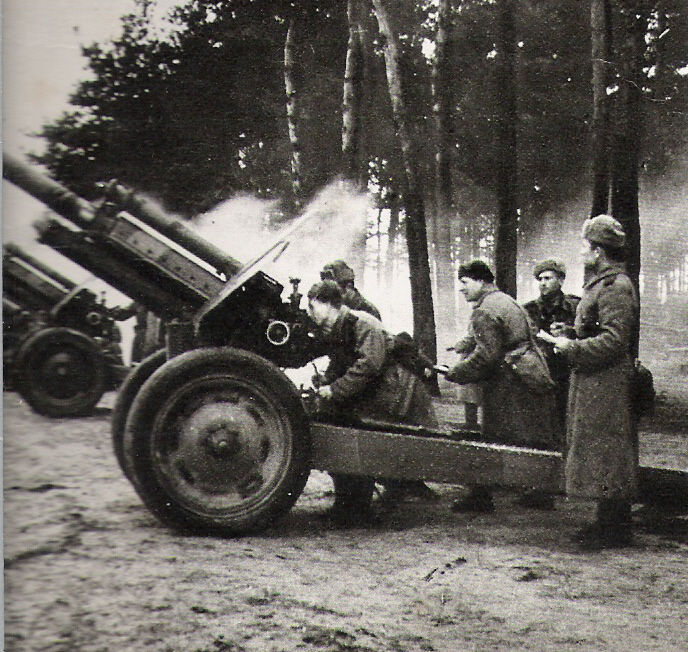
Sowjetische Artillerie

Am Morgen des 26. Januar gingen von Westen her auch die Stoßgruppe der 1. Ukrainischen Front in die Offensive über. Etwa 16 Schützen-Divisionen und 3 Panzerkorps mit 2736 Geschützen und Granatwerfern sowie 307 Panzer und Selbstfahrlafetten wurden eingesetzt. Nach einem 35-minütigen Artillerieschlag erfolgte der Angriff der 40. Armee, am linken Flügel der 27. Armee ging die 6. Panzerarmee (mit 160 Panzern und 50 Selbstfahrlafetten in erster Staffel) in südwestlicher Richtung auf Swenigorodka vor. Der auf 27 Kilometer zwischen Tinowka und Koshewatoje konzentrierte Angriff traf den Abschnitt des deutschen VII. Armeekorps (General der Artillerie Hell). In der ersten Staffel wurde das 5. mechanisierte Korps (Generalmajor Wolkow) und im zweiten Treffen das 5. Garde-Panzerkorps auf 4,5 km Breite angesetzt. Das 5. mechanisierte Korps konnte südlich von Tinowka zusammen mit dem 104. Schützenkorps in Richtung Schubennj Staw vordringen, die sowjetischen Panzer drangen bei der deutschen 34. Infanterie-Division (Generalmajor Hochbaum) ein. Die Truppen der 6. Panzerarmee erlitten erhebliche Verluste und mussten zeitweilig zur Verteidigung übergehen. Die deutschen Truppen widersetzten sich auch erfolgreich gegenüber der sowjetischen 40. Armee. Auch die im Norden angesetzte 27. Armee erreichte mit der 180. und 337. Schützen-Division keine schnellen Erfolge.
Das deutsche III. Panzerkorps (General Breith) führte aus dem Raum westlich von Winniza sofort einen Gegenangriff durch. Teile der 16. und 17. Panzerdivision (Generalmajore Back und von der Meden) führten in Richtung Ochmatow erfolgreiche Gegenstöße gegen die rechte Flanke der sowjetischen 40. Armee. Im Verband dieser Armee (50., 51. und 104. Schützenkorps) kämpfte auch die 1. Tschechoslowakische Brigade, die aus dem Raum Belaja Zerkow hierher verlegt worden war.
Die Stawka setzte zusätzlich das 11. Garde-Panzerkorps (aus dem Bestand der 1. Panzerarmee) ein, um die angreifenden Truppen zu verstärken, in operativer Ordnung wurde das Korps im Bereich der 40. Armee eingesetzt. Auch die Offensive der rechts stehenden Formationen der 27. Armee (337. und 180. Schützendivision) entwickelte sich erfolgreich. Im Bereich Monastyryschtsche erfolgte der Vormarsch der 11. Garde-Mechanisierte Brigade (55. und 64. Garde-Panzerbrigade). Das 874. Panzerabwehr- und das 978. Flugabwehrartillerie-Regiment wurde hierher gesandt, um den Kampf zu unterstützen.
Obwohl langsam, entwickelte sich die Offensive dann erfolgreicher. Das neu eingesetzte 11. Garde-Panzerkorps (General Getman) führte einen Flankenstoß, der die Linie Tsibulija – Iwachno erreichte und dort zusammen mit der 340. Schützendivision der 40. Armee in die Defensive überging.
Die Situation bei der bei Baranje-Pole angegriffenen deutschen 88. Infanterie-Division (Generalleutnant von Rittberg), die zum XXXXII. Korps gehörte, wurde am bedrohlichsten. Die Verbindung zwischen der 88. und der 198. Infanterie-Divisionen, und damit auch zwischen dem XXXXII. und VII. Armeekorps wurde unterbrochen. Nachdem die vorderen sowjetische Stoßtruppen den Widerstand der deutschen 34., 82. und 198. Infanterie-Division überwunden hatte, versuchten sie, ihren Angriff tiefer zu entwickeln. Die 88. Infanterie-Division wurde nach Osten auf Boguslaw zurückgeworfen, Medwyn und Bojarka fielen in sowjetische Hände.
Auch die beiderseits des Gniloi Tikisch eingesetzte 198. Infanterie-Division (Generalmajor Ludwig Müller) wurde geschlagen und zusammen mit dem VII. Armeekorps (34. Division) nach Südwesten abgedrängt.
Am 27. Januar wurde die sowjetische 6. Panzerarmee durch das 47. Schützenkorps (167., 359. Schützen-Division) unter Generalmajor I. S. Schmigow verstärkt. Die Abwehrstellung der deutschen 198. Infanterie-Division wurde beim Dorf Winograd von Süden und Norden umgangen.
Die Schützendivisionen der sowjetischen 27. Armee konnten den Vormarsch beschleunigen, nachdem das 5. mechanisierte Korps unter Generalmajor Wolkow auf Swenigorodka angesetzt wurde. Die selbstständig operierende Panzergruppe unter Generalmajor M. I. Saweljew mit der 233. Panzer-Brigade und dem selbstfahrende Artillerie-Regiment 1228 (39 Panzer, 16 Selbstfahrlafetten und 200 Kraftfahrzeuge) wurde an die Angriffsspitze gesetzt. Einheiten des 47. Schützenkorps der 40. Armee, der 6. Panzerarmee und der 27. Armee rangen noch am 28. Januar hartnäckig an der Frontlinie von Tscherwona über Winograd, Bojarka und Medwyn bis Boguslaw. Einheiten der 136. Schützendivision, ein Regiment der 167. Schützendivision und Einheiten der 6. motorisierten Schützenbrigade kämpften an der Kesselfront bei Tichanowka und Dubrowka.

### Der Kessel von Korsun wird geschlossen

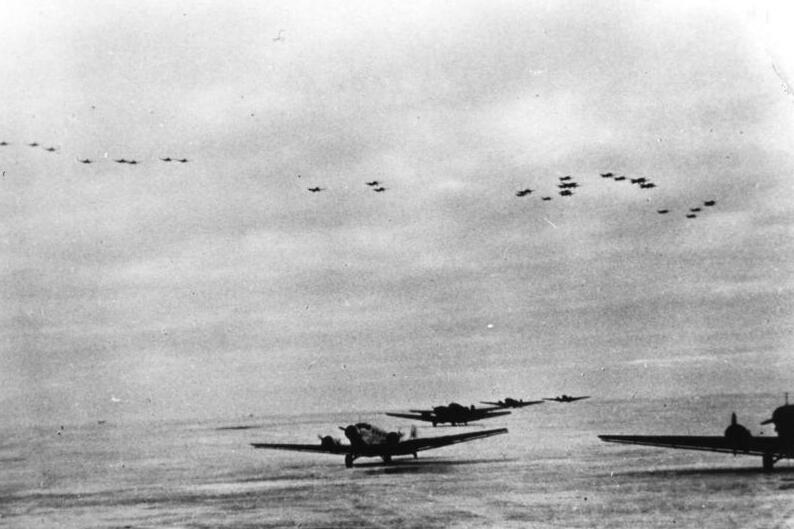
Deutsche Transportflugzeuge (Ju 52) auf dem Flugfeld Korsun

Am Morgen des 28. Januar erfolgte die Vereinigung der sowjetischen Angriffsspitzen: Die Spitze der 6. Panzerarmee drang energisch aus der Region von Bojarka und Lyssjanka nach Swenigorodka vor. Die 233. Panzerbrigade des 5. mechanisierte Korps (Generalmajor Wolkow) traf nördlich von Swenigorodka auf Einheiten des 20. Panzerkorps (Generalleutnant Laszarew) der 5. Garde-Panzerarmee. Auf dem Weg befreite diese Brigade zusammen mit Einheiten der 6. motorisierten Schützen-Brigade eigene umkreiste Einheiten. Die Ankunft der 233. Panzerbrigade bei Swenigorodka und der Druck des 47. Schützenkorps zwang den Feind zum Rückzug, weitere Einheiten des 20. Panzerkorps brachen durch. Am Abend des 28. Januar hatte die 6. Panzerarmee verstärkt durch Einheiten des 47. Schützenkorps die Linie Winograd, Chizhowka, Ryschanowka, Popowka und Olchowetz mit Front nach Südwesten besetzt. Zur gleichen Zeit hatte die 27. Armee die Linie Medwyn, Jatsuki, Boguslaw und Koshewatoje erreicht. Es gelang, etwa sechs deutsche Divisionen in einen Kessel westlich von Tscherkassy im Raum um Korsun und Boguslaw einzuschließen. Nach sowjetischen Angaben befanden sich 80.000 Soldaten im Kessel, nach deutschen Angaben waren es 55.000 Mann.

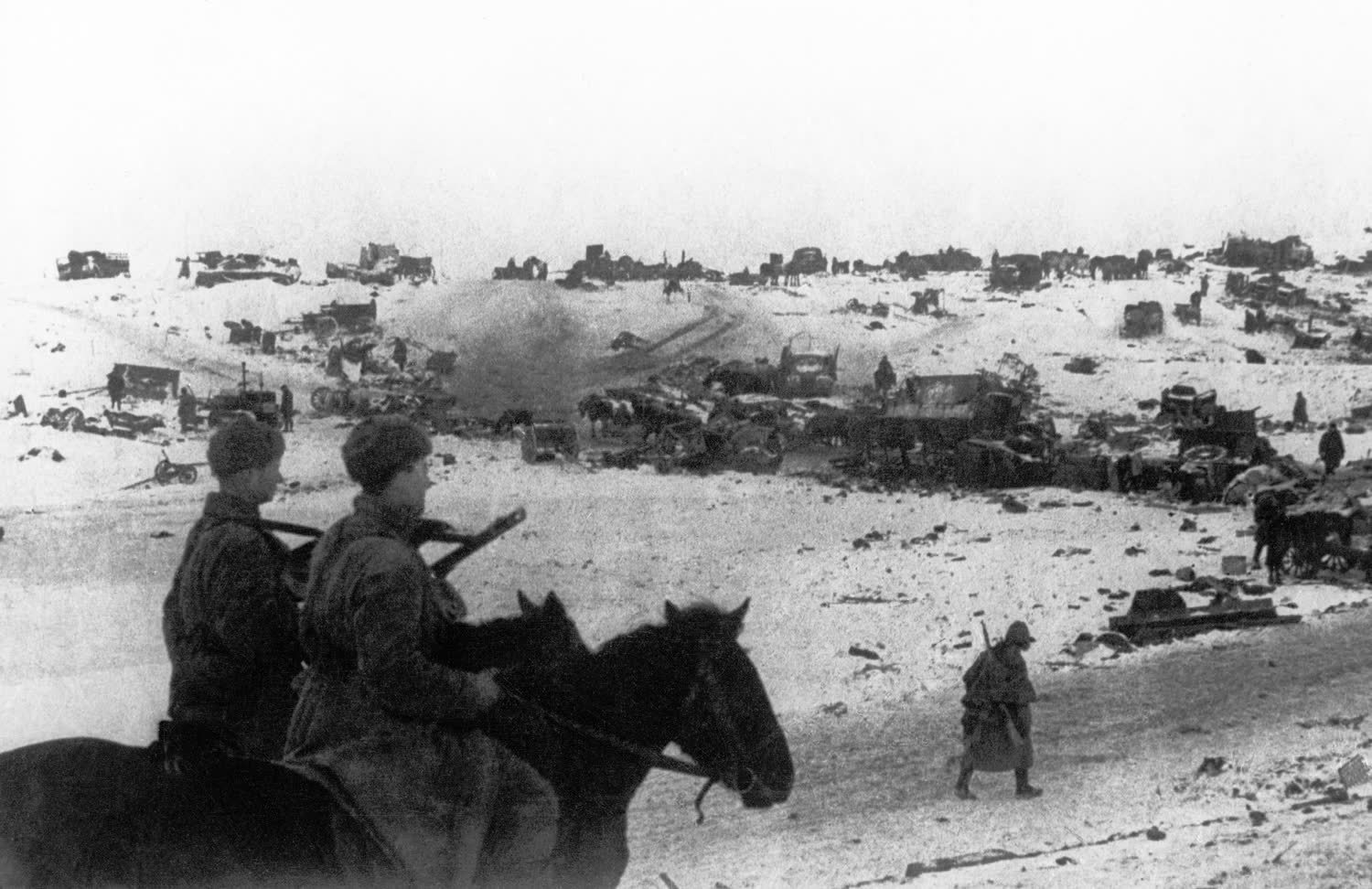
Zerstörte deutsche Fahrzeuge während der Schlacht

Am 30. Januar erreichten die sowjetischen Truppen die Linie Topilno – Tereschki. Am 31. Januar wurde Burty und Olschana besetzt, wo ebenfalls eine Verbindung mit den Streitkräften der 1. Ukrainischen Front herstellt wurde. Die Streitkräfte der 4. Gardearmee und der linken Flügel der 53. Armee starteten ihre Offensive gegen die deutschen Truppen im Kessel gleichzeitig. Ihre Offensive entwickelte sich ebenfalls erfolgreich. Am 31. Januar war die feindliche Gruppierung nordöstlich von Swenigorodka durch Truppen der 2. Ukrainischen Front, welche den Gniloi Taschljk erreicht hatten, halb eingekreist worden. Das 5. Garde-Kavallerie-Korps spielte bei den Kesselkämpfen eine wichtige Rolle.
Die Truppen der 6. Panzerarmee hatten Ende Januar im Süden des Kessels eine neue Außenfront geschaffen. Die Truppen der 27. Armee hatten den Kessel von Westen her umzingelt und näherten sich Korsun. Gleichzeitig verstärkten die 27. Armee, die 4. Gardearmee und das 5. Garde-Kavalleriekorps kontinuierlich die Einkreisung. Die deutschen Gegenangriffe aus dem Raum Uman wurden jetzt gegen die Truppen der 1. Ukrainischen Front nach Nordosten angesetzt. Die Angriffe richteten sich gegen die Basis des sowjetischen Durchbruches bei Tsherwona und Rubannji Most, wurden aber erfolgreich durch Einheiten des 104. Schützenkorps der 40. Armee und vom 47. Schützenkorps abgeschlagen.
Als Folge der anhaltenden Kämpfe besetzte die Stoßgruppe der 1. Ukrainischen Front am 30. Januar folgende Positionen: Das 5. Mechanisierte Korps war im Raum um Winograd konzentriert; die 233. Panzer-Brigade operierte nördlich Pawlowka. Die Masse des 5. Garde-Panzerkorps war im Raum Wodjaniki an der Linie Ryschanowka, Popowka und Olchowetz zusammengefasst. Nach Überwindung des deutschen Widerstandes kämpfte sich das 47. Schützenkorps bei Rubannji Most und Pawlowka weiter nach Süden vor. Eines der Bataillone der 167. Schützendivision und Einheiten des 20. Garde-Panzerkorps verteidigten sich im Raum Swenigorodka, während die Truppen der 27. Armee fortwährend feindliche Gegenangriffe gegen ihre rechte Flanke abwehrte. Zu dieser Zeit stand die 27. Armee an der Linie Medwyn, Jatsuki, Boguslaw und Koschewatoje. Die 6. Panzerarmee hatte die Aufgabe, das Eindringen des Gegners aus dem Südwesten von Rusalowka und Pawlowka her in Richtung Lyssjanka zu verhindern. Die Armee sollte den Sektor Schubenj Chischowka und Ryschanowka schützen. Nach der Überwindung des hartnäckigen deutschen Widerstandes kämpfte sich das 47. Schützenkorps über Rubannji Most, Rizino und Pawlowka nach Süden vor. Die 27. Armee wurde im Nordosten angewiesen, die Linie Kwitki, Taraschcha, Schanderowka und Deschki unbedingt zu halten, weil der Feind dadurch gehindert wurde, nach Westen und Südwesten in Richtung Lyssjanka vorzugehen.
Bereits am 31. Januar bestimmte der Befehl der 1. Ukrainischen Front, mit neuen Angriffen aus dem Südwesten von Rusalowka, Rubannyi Most und Pawlowka und von Nordosten aus der Linie Steblew, Schanderowka und Tarashcha gegen Lyssjanka vorzugehen. Gleichzeitig führten die deutschen Truppen eine Reihe von Gegenangriffen gegen beide angegebenen Achsen. Die sowjetische Einheiten wehrten alle deutsche Versuche ab, von Südwesten nach Lyssjanka vorzudringen und sich dort mit seinen eingekesselten Kräften zu verbinden. Gleichzeitig drängten die Streitkräfte der 27. Armee weiterhin gegen den inneren Ring des Kessels vor.
Während der Operationen wurden die vorderen Truppen der 2. Ukrainischen Front laufend verstärkt:
- von der 57. Armee: 49. Schützenkorps (ab 29. Januar), die 80. Garde-Schützendivision (ab 29. Januar), die 27. Artilleriebrigade (am 30. Januar) und das 27. Separate Flammenwerferbataillon und die 176. Flammenwerfer-Kompanie (am 30. Januar)
- von der 7. Gardearmee: die 27. Panzerbrigade (ab 4. Februar), die 78. Garde-Schützendivision (ab 25. Januar), die 94. Garde-Schützendivision (ab 25. Januar), die 5. Pionier-Brigade (am 25. Januar) die 303. Schützendivision (am 31. Januar), die 11. Artillerie-Brigade (ab 31. Januar), die 41. Garde-Schützendivision (ab 5. Februar) und das Hauptquartier des 33. Schützenkorps (am 7. Februar)
- von der 5. Gardearmee: die 116. Schützendivision (am 13. Februar), die 34. Panzerabwehr-Brigade (am 4. Februar), die 110. Garde-Schützendivision (am 1. Februar), die 84. Schützendivision (am 29. Januar), die 6. Garde-Schützendivision (am 31. Januar), die 49. Leichte Artilleriebrigade (am 1. Februar) und das 44. Panzerabwehr-Artillerieregiment (am 1. Februar).
- Auch die Kräfte der 1. Ukrainischen Front wurden verstärkt: Vom Westen her begann ab 6. Februar zusätzlich der Einsatz der 2. Panzerarmee (General Bogdanow).

Vom 1. bis zum 3. Februar folgten wiederholte Gegenstöße des XXXXVII. Panzerkorps, wobei Teile der 11., 14. und 3. Panzerdivision eingesetzt wurden, die von Zlatopol transferiert worden waren. Ihr Versuch, die Verteidigungsfront der 5. Garde-Panzerarmee nordwestlich von Mokraja Kaligorka in Richtung Iskrenoje einzurennen, scheiterte. Alle deutschen Angriffe wurden zurückgeschlagen. Am 3. Februar hatten die Streitkräfte der 52. Armee die Linie Sofijewka, Baibuzy und Burty gesichert, bis zum Abend hatten die Truppen der 53. Armee die Linie von Lipjanka und Wasiliwka erreicht.

### Allgemeine Frontlage Anfang Februar

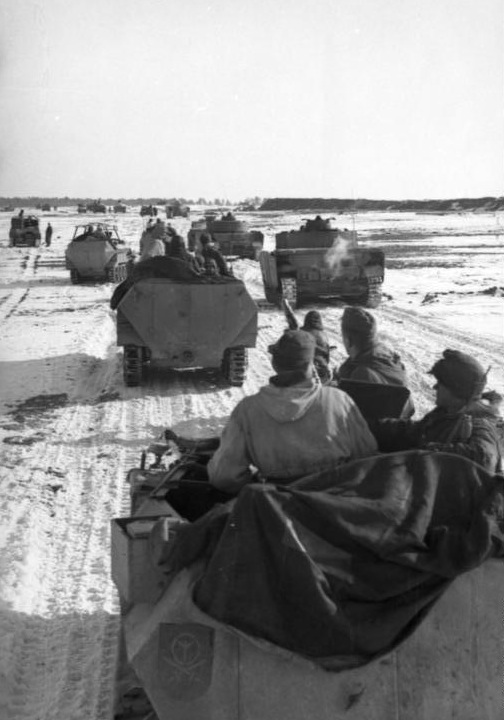
Deutsche Schützenpanzer und Panzer beim Entsatzangriff

Die Streitkräfte der 1. und 2. Ukrainischen Front hatten die Einkreisung um das deutsche XI. und XXXXII. Armeekorps im Raum Korsun gefestigt. Etwa 27 Schützendivisionen mit etwa 336.700 Soldaten standen jetzt zusammen mit der 2. Ukrainischen Front im Angriff, dazu ein Mechanisiertes Korps und vier Panzerkorps mit 513 Panzern, 5.300 Geschützen und Granatwerfern sowie 772 Flugzeugen. Den Abschnitt von Tinowki bis Swenigorodka hielten Truppen der 1. Ukrainischen Front: das 104. Schützenkorps (58., 133., 136. Schützen-Division) und das 47. Schützenkorps (167. und 359. Schützendivision) der 40. Armee sowie der 6. Panzerarmee: das 5. Garde-Panzerkorps und das 5. mechanisierte Korps. Anfang Februar versuchten die deutschen Truppen auch gegenüber der neuen Front zur 2. Ukrainischen Front im Raum Nowo-Mirgorod und Tolmasch einen Korridor zu den eingeschlossenen Truppen zu schlagen. Von Swenigorodka nach Osten führte die 2. Ukrainische Front: im Bereich der 5. Garde-Panzerarmee stand zusätzlich das 49. Schützenkorps (6. und 94. Garde-, 84. und 375. Schützen-Division) sowie im Anschluss die 53. Armee (1 Garde-Luftlande-, 6., 14. Garde-, 25., 66., 78., 80., 89., 138., 213. und 214. Schützen-Division). Die äußere Einkreisungsfront erstreckte sich von Ochmatow über Schubennyi, Chizhowka, Ryzhanowka und Popowka bis Olchowetz, wo sich die Einheiten der 6. Panzerarmee mit den Einheiten der 5. Garde-Panzerarmee vereinigten. Truppen der 52. Armee hielten neue Stellungen von Sofijewka bis Burty. Die Frontlinie des inneren Einkreisungsringes bei der 4. Gardearmee und der 27. Armee verlief über Schanderowka, Deschki und südlich von Mironowka in Richtung Berezowa und Sofijewka. Das 5. Garde-Kavallerie-Korps kämpfte als Reserve in zweiter Staffel bei Olschana. Das 104. Schützenkorps der 40. Armee und die 6. Panzerarmee verteidigte die Außenfront von Ochmatow bis Olchowetz. Weiter östlich verteidigten die Einheiten der 5. Garde-Panzerarmee von Swenigorodka bis Lipjanka, die 53. Armee verlängerte weiter bis Wasiliwka.
Bereits am 28. Januar begann durch das VIII. Fliegerkorps der Luftflotte 4 die Luftversorgung des Kessels. In Ermangelung eines geeigneten Flugplatzes wurden die meisten Versorgungsgüter über dem Kessel abgeworfen. Das Korps setzte 832 Transportmaschinen, 478 Bomber, 58 Schlachtflieger und 168 Jäger ein, die bis zum 15. Februar durchschnittlich 78 Tonnen abwarfen. Erforderlich waren aber mindestens 150 Tonnen. Dem Korps entstanden in dieser Zeit Verluste von 32 Transportmaschinen, 13 Bombern und 5 Jagdflugzeugen.
Die deutschen Truppen unternahmen verzweifelte Versuche, die Einkreisung aufzubrechen. Im Kessel standen etwa 6 Infanterie-, 1 Panzerdivision und 1 Panzer-Grenadier-Brigade (88., 82., 72. und 57. Infanterie-Division), die 5. SS-Panzer-Division „Wiking“ und die SS-Panzergrenadier-Brigade „Wallonien“. Hinzu kamen Teile der 198. und 389. Infanterie-Division, sowie das Panzergrenadier-Regiment 108 der 14. Panzerdivision und das Artillerieregiment 108. Einheiten der Korpsabteilung B, die 112. Infanterie- und die 213. Sicherungs-Division verteidigten die nördliche und nordwestliche Kesselfront.
Im Süden des Kessels war eine neue Außenfront der 1. Panzerarmee und 8. Armee entstanden, darunter die 3., 17., 11. und 13. Panzerdivision, die 34., 198., 167., 320. und 376. Infanterie-Division sowie 4 Sturmgeschütz-Brigaden. Zusammen etwa 90 Panzer und 750 Sturmgeschütze. Zwischen dem 4. und 10. Februar wurden auch die 1. und 16. Panzerdivision, die 1. SS-Panzerdivision, die 106. Infanterie-Division sowie 4 Panzerbataillone und 3 Sturmgeschütz-Brigaden herangeführt. Vom Brückenkopf Nikopol war im Abschnitt des XXXXVII. Panzerkorps (General Vormann) erste Teile der 24. Panzerdivision am Gorni Taschlyk und bei Nowo Ukrainka eingetroffen. Hitler hatte zugesagt die ganze 24. Panzerdivision unter Generalleutnant von Edelsheim einzusetzen, die aber nicht vollständig aus dem Raum Nikopol herangeführt werden konnte, weil eine Schwächung der dortigen Kräfte nicht möglich war.
Im Süden und Südosten des Kessels verlief die neue Front beim XXXXVII. Panzerkorps entlang der großen Waldgebiete nach Guta Mischiritskaja, entlang des Westufers der Flüsse Ross und über Bolschoi Staroselje nach Orlowetz. Das südliche Ufer des Ross-Flusses mit seinem sumpfigen Bett war für die Verteidigung gut geeignet. Worobjewka, Buda-Worobjewskaja und Tagancha wurden als starke Punkte in der Tiefe der Verteidigung vorbereitet. Die Anwesenheit sumpfiger Waldgebiete an den Flüssen Olschanka und Fossa trug zu einer starken Verteidigung bei, insbesondere des Panzerabwehrsystems. Der dortige Verteidigungsgürtel verlief am südlichen Ufer des Ross, am nordwestlichen Ortsrand von Popowka und am östlichen Ortsrand von Berkozowka und Pjatikhatki. Der Wald südlich und südöstlich von Potashnia wurde zum Zentrum des Widerstands ausgebaut und mit einer großen Anzahl von Holzbarrieren und Minenfeldern verstärkt.

### Entsatzangriffe ab 4. Februar
In der Morgendämmerung des 4. Februar startete eine neue Gegenoffensive der Wehrmacht: Das III. Panzerkorps (General Hermann Breith) sollte in Richtung Medwyn mit vier Panzerdivisionen und das XXXXVII. Panzerkorps (General Nikolaus von Vormann) vom Süden her mit gleicher Stärke angreifen und versuchen, sich mit der eingeschlossenen Nordgruppe zu verbinden. Das III. Panzerkorps griff über Bojarka mit 80 Panzern der 16. und 17. Panzerdivision, verstärkt durch die schwere Panzer-Abteilung Bäke (ein kombinierter Panzerverband mit Panzer Tiger I und Panther V unter Oberstleutnant Franz Bäke) auf Pawlowka und Krasilowka an, während die 1. Panzerdivision (Generalmajor Richard Koll) abermalig in Richtung Lyssjanka ansetzte. Das sowjetische 11. Garde-Panzerkorps (General Andrei Getman) beteiligte sich an der Abwehr und wurde der im Angriffsfeld stehenden 40. Armee unterstellt. Der Auftrag des rechten Flügels der 2. Ukrainischen Front bestand noch immer darin, die Front der eingekreiste feindliche Gruppierung durch gemeinsame Operationen mit den Kräften des linken Flügels der 1. Ukrainischen Front einzuengen. Die 3. und 13. Panzerdivision (Generalmajor Mikosch) traten gleichzeitig aus der Linie Konstantinowka-Roskoschewka und die 11. und 14. Panzerdivision (Gruppe Oberst Grässel) zwischen Skotorewo-Kawunowka mit etwa 130 Panzern in Richtung Schpola und Lebedin an. Nach intensiven Kämpfen gelang es den deutschen Truppen, die Orte Tynowka, Pawlowka, Wotjlewka und Tatjanowka zu erobern, der weitere Vorstoß wurde von der sowjetischen Abwehr an der Linie Tolmasch, Wodianoje und Lipjanka gestoppt. Das XXXXVII. Panzerkorps konnte keine weiteren Erfolge erzielen und wurde dann noch 30 Kilometer vor der Kesselfront, durch die sowjetische 5. Garde- und 53. Armee gestoppt.
Das Kommando der 1. Ukrainischen Front ordnete Gegenmaßnahmen an: Die 40. Armee sollte durch einen Gegenschlag bei Goisika und dem Olschanka-Abschnitt in die feindliche Front eindringen und auch nach Südosten die Linie Kuty, Antonowka und Krachkowka angreifen. Die neu eingeführte 6. Panzerarmee sollte durch einen konzentrierten Angriff an der Linie Ryschanowka und Popowka die deutschen Einheiten in südöstliche Richtung zurückdrängen und die angestrebte Linie von Krachkowka, Poluschinzy, Pashchewoje und Sokolowotschka erreichen. Nach Abschluss der Konzentration erhielt die neu eingeführte sowjetische 2. Panzerarmee die Aufgabe, einen Gegenschlag in Richtung Tscherwona, Tynowka und Wotjlewka anzusetzen. Um die Front zwischen Schurawka, Lebedin und Schpola zu befestigen, verstärkte das Frontkommando der 2. Ukrainische Front diesen Abschnitt Gebiet durch Infanterie, Panzer und Artillerie aus dem Verband der südlicher stehenden 7. Gardearmee.
Am 5. Februar startete General Vormann einen weiteren Panzerangriff mit bis zu 90 Panzern aus der Linie Skotorewo und Wodianoje in Richtung Lebedin. Gleichzeitig mit den Panzerangriffen gegen Schpola und Lebedin bildete das deutsche Kommando eine Panzerabteilung unter Oberst von Haack, die südwestlich von Swenigorodka versuchte, sich aus der Linie Rusalowka, Buki und Rizino in Richtung Lyssjanka mit der eingekreisten Gruppierung zu verbinden.
Um die eingekesselten deutschen Kräfte zu schwächen, wurde der Befehlshaber der sowjetischen 52. Armee beauftragt, zusammen mit der 206. Schützendivision der 27. Armee einen energischen Angriff über die Linie Bolschoi Staroselje in Richtung Waljaw zu führen. Dadurch sollte die deutsche Gorodischtsche-Gruppe von der Korsuner Gruppierung getrennt werden. Während der Offensive trafen die Einheiten der linken Flanke der 40. Armee und die Einheiten der 6. Panzerarmee auf hartnäckigen deutschen Widerstand und andauernde Panzerangriffe. Um die deutsche Panzerabteilung, die auf Kutschkowka und Kosiakowka vorgedrungen war, zu vernichten, befahl der Frontkommandeur der 2. Panzerarmee den sofortigen Gegenangriff. In den folgenden Kämpfen umschlossen die sowjetischen Truppen die Panzerkeile des III. Panzerkorps, die am 4. Februar mit bis zu 40 Panzern bei Tatjanowka und Wotjlewka eingedrungen waren.
Am Morgen des 6. Februar griff das III. Panzerkorps wiederholt gegen die 6. Panzerarmee an, infolge der Kämpfe gelang es ihm, in den westlichen Dorfrand von Wotjlewka einzudringen und den westlichen Teil von Winograd zu besetzen. Die deutschen Truppen erreichten die Linie Kosiakowka, Antonowka und Kutschkowka. In der Nacht gruppierten sich die sowjetische 6. Panzerarmee neu, um verlorene Positionen durch gemeinsames Vorgehen mit der 2. Panzerarmee zurückzugewinnen. Während des gesamten 7. Februar bekämpfte die 6. Panzerarmee starke gegnerische Panzerangriffe. Bis zum Abend drängten die Einheiten der 2. Panzerarmee die feindlichen Panzer wieder aus Antonowka hinaus, nach intensivem Kampf trieben diese Truppen den Gegner auch vor Kosiakowka und Kutschkowka zurück, beide Orte blieben aber zunächst in deutschen Händen.
Am 8. Februar hatte das sowjetische Frontkommando den eingeschlossenen Streitkräften unter General Wilhelm Stemmermann im Kessel ein Ultimatum gestellt, das abgelehnt wurde. Während des ganzen 9. Februar konzentrierte die deutsche 1. Panzerdivision im Raum Buki und bereitete den nächsten Durchbruch auf Lyssjanka vor. Unter Einsatz der 16. Panzerdivision und der 1. SS-Panzerdivision griff man am 8. Februar gleichzeitig aus Pawlowka (Nordteil) und Kutschkowka an und eroberte abermals Wotjlewka und Tatjanowka. Das III. Panzerkorps erreichte den Gniloy-Tikitsch auf ganzer Breite, die noch fehlenden 30 Kilometer zum Kessel konnten nicht überwunden werden. Die sowjetische 27. Armee wehrten alle deutschen Angriffe ab, die zwischen Steblew- und Tarashcha in Richtung Schanderowka und Lyssjanka geführt wurden.
Am Morgen des 10. Februar gingen die Streitkräfte des rechten Flügels der 2. Ukrainischen Front, die mit Einheiten der 1. Ukrainischen Front kooperierten, zu einer entscheidenden Offensive über, die den Kessel spalten sollte. Die 202. Schützen-Division der neu eingesetzten 47. Armee verstärkte derweil die östliche Kesselfront bei Stawischsche, die 340. Schützendivision von der rechten Flanke der 40. Armee wurde nach Teterewka- und Kowalewka vorgeführt. Die Zufahrten nach Welikaja Bereznjaka und Krutja Gory wurden dabei von einer Artilleriebrigade abgeschirmt. Die Einheiten kamen unter schwierigen Bedingungen voran und besetzten eine Anzahl wichtiger Punkte. Bei der Durchführung der Aufgabe unterstützte die 5. Garde-Panzerarmee mit dem 29. Panzerkorps bei Losowatka, das 18. Panzerkorps bei Michailowka und dem 20. Panzerkorps mit Front nach Südosten im Raum Swenigorodka.
Auch am 11. Februar wurden im gesamten Sektor der 2. und 6. Panzerarmee heftige Kämpfe ausgetragen, die jedoch nur zu unbedeutenden taktischen Erfolgen führten. Mehrere Divisionen des III. Panzerkorps versuchten, über Lyssjanka zur südlichen Kesselfront durchzubrechen. Wie von der sowjetischen Führung erwartet, startete der Feind am Morgen eine Offensive aus der Linie Roskoschewka und Rizino in Richtung auf Lyssjanka mit der 1. und 17. Panzerdivision sowie der 1. SS-Panzerdivision, im Raum Wotjlewka gedeckt durch die 16. Panzerdivision. Auf Hitlers Befehl sollte nur eine Verbindung zum Korps Stemmermann hergestellt werden, während der Kessel weiterhin vollständig zu halten war. Nach Nordwesten angreifend wurde Kichinzy erreicht, andere Einheiten, die von Südosten vorrückten, standen im Raum vier Kilometer südöstlich von Korsun. Bei der 8. Armee bewährte sich die Kampfgruppe Haack angesichts der bereits geschwächten Kampfkraft der vier regulären Panzerdivisionen des XXXXVII. Panzerkorps außerordentlich. Es gelang dieser Gruppe, trotz starken Widerstandes einen Brückenkopfes bei Jerki zu bilden und einen erfolgreichen Vorstoß auf das Höhengelände südöstlich von Swenigorodka zu führen, dabei wurden erhebliche feindliche Panzerkräfte gebunden. Zudem wurde die vom Osten drohende Flankenwirkung auf den Durchbruchskeil des III. Panzerkorps beseitigt. Nachdem der bisherige Sektor an Schützeneinheiten übergeben worden war, übernahm die 2. Panzerarmee die Linie Domukowka, Chesnowka und Pisarewka mit der Mission, die Deutschen daran zu hindern, weiter nach Nordosten vorzugehen. Zur gleichen Zeit bekam die 206. Schützendivision der 27. Armee östlich von Pisarewka die Aufgabe, einen deutschen Durchbruch bei Chilki nach Südwesten zu verhindern. Der deutsche Angriff wurde von zwei Gruppen geführt: eine Gruppe mit etwa 110 Panzern aus der Linie Tarasowka und Rubannyi Most in Richtung auf Slepok, um Bosowka von Süden und Frankowka zu umfassen; die andere Gruppe mit 90 Panzern aus der Region Rizino in Richtung Chizowka und Schabinka.
Um einen deutschen Durchbruch an der sowjetischen Verbindungsstelle zu vermeiden, unternahm die 2. Ukrainische Front Maßnahmen zur Verstärkung der bedrohten Linie zwischen Mortzy und Maidanowka, zu denen Einheiten der 5. Garde-Luftlandedivision und der 62. Schützendivision entsandt wurden. Die 2. Panzerarmee sollte zusammen mit dem 104. Schützenkorps der 40. Armee versuchen, den südlichen Kesselring zu sprengen. Der bereits für den 8. Februar vorgesehene sowjetische Angriff konnte witterungsbedingt erst am 11. Februar beginnen. Der 1. Panzerarmee gelang es am 11. Februar, drei Brückenköpfe über den Gniloi Tikitsch zu gewinnen. Am Ende des Tages wurden die Dörfer Frankowka und Buschanka erreicht, das verschlammte Gelände östlich des Gniloi Tikitsch ließ für die geschwächten Kräfte des III. Panzerkorps keine weiteren Erfolge mehr zu. Am Nachmittag des 11. Februar griff die deutsche 11. und 13. Panzerdivision von Erki nordwärts und setzte von Steblew gleichzeitig von Südwesten und Nordosten die Angriffe gegen Lyssjanka fort.
Am Morgen des 12. Februar erneuerte die 1. Panzerdivision (General Koll) ihre Angriffe, bis zum Tagesende war es gelungen, aus dem Südwesten nach Lyssjanka heranzukommen. Gleichzeitig wurde aus dem Kessel heraus der Abschnitt an der rechten Flanke der sowjetischen 27. Armee bei Steblew und Taraschcha angegriffen. Am Ende des Tages war es gelungen, die sowjetischen Einheiten zurückzudrängen und Chilki und Nowo-Buda zu besetzen. Das Aufbrechen des Kesselringes gelang aber nicht und musste jetzt notwendig von innen her erfolgen.

### Sowjetische Reaktion

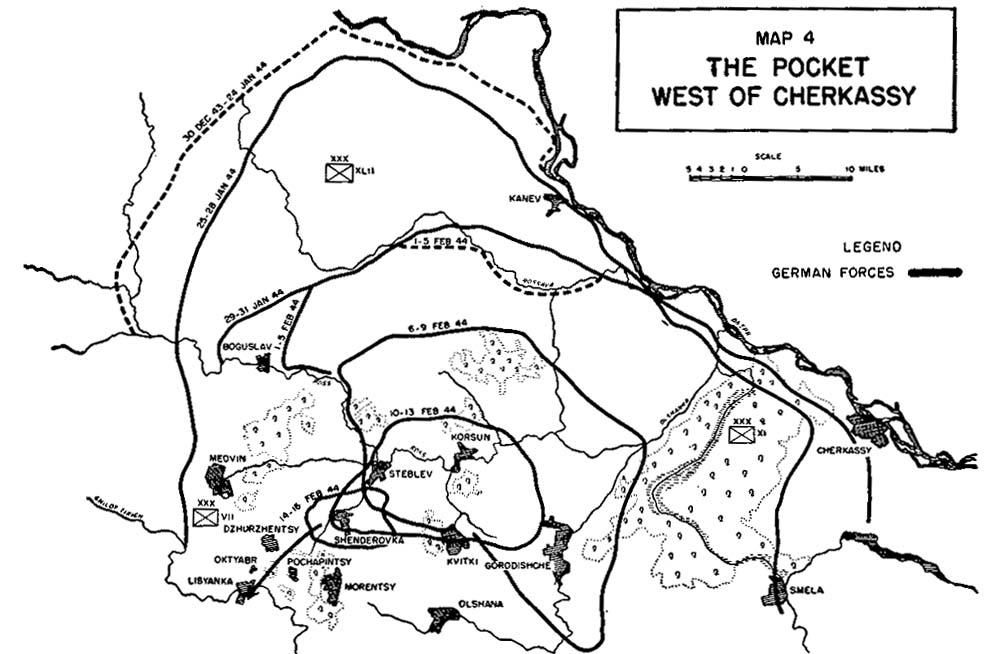
Schrumpfen des Kessels

Armeegeneral Konew forderte von den Truppen der 27. Armee, ihre Positionen standhaft zu halten, die 4. Garde-Armee sollte aber von Süden nach Norden angreifen, um den Gegner in die Flanke zu stoßen. An der Außenfront des Kessels wurde weitere manövrierfähige Kräfte bereitgestellt, um als Reserve gegen die bei Lisjanka vorrückenden feindlichen Panzergruppen zu dienen.
Die gesamte 5. Garde-Panzerarmee hatte die 4. Garde-Armee gegenüber dem eingekreisten Feind zu unterstützen. Um die Positionen der 27. Armee zu stärken, marschierte das 18. Garde-Panzerkorps nach Dschurschenzy ab. Dieser Armee wurde befohlen, die deutschen Angriffe auf Steblew und Schanderowka abzuwehren. Die Truppen der 53. Armee Truppen hatten eine starre Panzerabwehr an der Außenfront zu bilden, die neu herangeführten Einheiten der 57. Armee hatten die südlicher gelegene Abwehrfront der 5. und 7. Gardearmee zu verstärken.
Am 12. Februar wurde der linke Flügel der sowjetischen 27. Armee, bestehend aus den 180., 337. und 202. Schützendivision und der bodenständigen 54. und 159. Brigade, verstärkt, um bei Steblew anzugreifen. Um die interne Einkreisung bei Schanderowka zu verstärken, wo ebenfalls Truppen der 27. Armee eingesetzt waren, ordnete Armeegeneral Konew den Einsatz des 5. Garde-Kavallerie-Korps nach Westen an. Für die Besetzung der Verteidigung entlang des Flusses Gniloi Tikitsch wurde an der Linie Oktjabr, Lyssjanka, Maidanowka, Swenigorodka Truppen der 4. Garde-Armee herangeführt, die es möglich machten, die feindlichen Panzer im Bereich zwischen Rubanow und Rizino festzuhalten. Das sowjetische 5. Garde-Kavallerie-Korps, das seit dem 3. Februar an der Linie Waljawa, Werbowka, Gorodischtsche und Wjazowok kämpfte, erhielt den Auftrag, die Region Nowo-Buda und Komarowka zu erreichen und zusammen mit dem 29. Panzerkorps den Feind von diesen Punkten aus zu vertreiben und einen feindlichen Durchbruch in Richtung Südwesten zu verhindern.
Am 14. Februar befreiten die 52. Armee mit der 294. Schützendivision und Teilen der 206. Schützendivision des 73. Schützenkorps die Kleinstadt Korsun-Schewchenkowski, damit ging den Deutschen der über Uman versorgte Flugplatz im Kessel verloren. Die deutschen Angriffe in der Region Swenigorodka wurden bereits erheblich geschwächt geführt. Deshalb wurden in der Nacht des 14. Februar das 18. und 20. Panzerkorps von Kräften des 49. Schützenkorps abgelöst und nur unbewegliche Panzer zurückgelassen. Das 18. Panzerkorps erreichte mit noch 30 einsatzbereiten Panzern Dschurschenzy und baute am 14. Februar Verteidigungsanlagen nach Süden und Südwesten auf. Das 29. Panzerkorps erreichte die Region Komarowka. Das 20. Panzerkorps, das die 8. Garde und 155. Panzerbrigade vorne einsetzte, führte am nördlichen und nordwestlichen Stadtrand von Lyssjanka schwere Abwehrkämpfe gegen die deutsche 1. Panzerdivision. Die 7. motorisierte Schützenbrigade hielt im Raum Swenigorodka und die 80. Panzerbrigade operierte zusammen mit der 4. Gardearmee bei der Befreiung von Korsun mit. Der Frontkommandeur hatte das 5. mechanisiertes Gardekorps und die 27. Panzerbrigade nach Westen umgruppiert und befahl, Steblew anzugreifen und die eingekesselten deutschen Truppen nach Norden hinter den Ross-Abschnitt zurückzudrängen.
Durch hartnäckige Kämpfe wurde die Einkreisung derweil so dicht geschlossen, dass der ganze Raum im Kessel durch die sowjetische Artillerie beschossen werden konnte. Es gelang dem III. Panzerkorps noch durch starke Panzerangriffe aus der Linie Rusalowka und Rizino, Einheiten des 47. Schützenkorps und der 6. Panzerarmee zurückzudrängen und bis Lyssjanka vorzudringen.
Am 15. Februar um 8.00 Uhr griffen die Truppen der 5. Garde-Panzerarmee in Richtung Komarowka, Schanderowka und Steblew an, während ein Teil ihrer Streitkräfte feindliche Angriffe auf Lyssjanka abwehrte. Das 29. Panzerkorps und die Streitkräfte der 25. und 32. Panzerbrigade besetzten den zentralen Teil von Komarowka, aber hier wurden sie angehalten, weil es keine Brücke über einen sumpfigen Strom gab. Das 18. Panzerkorps verteidigte entlang der südwestlichen Randgebiete, mit Mühe hielten die 155. und die 8. Garde-Panzerbrigade des 20. Panzerkorps den Feind am nördlichen Stadtrand von Lyssjanka auf. Beide Seiten erlitten schwere Verluste.

### Verlustreicher deutscher Ausbruch

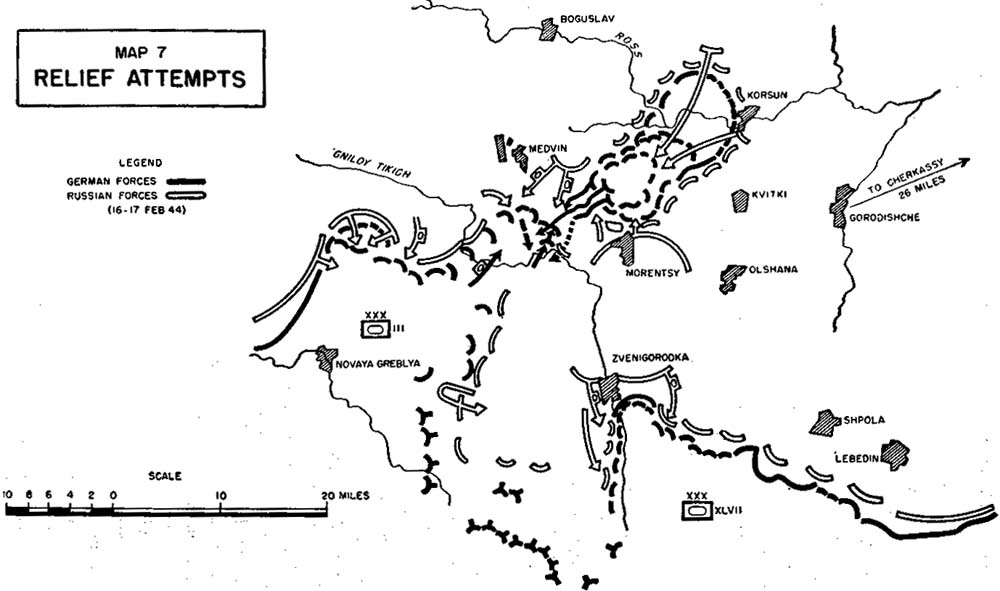
Ausbruch in Richtung Südwest, 16. Februar 1944

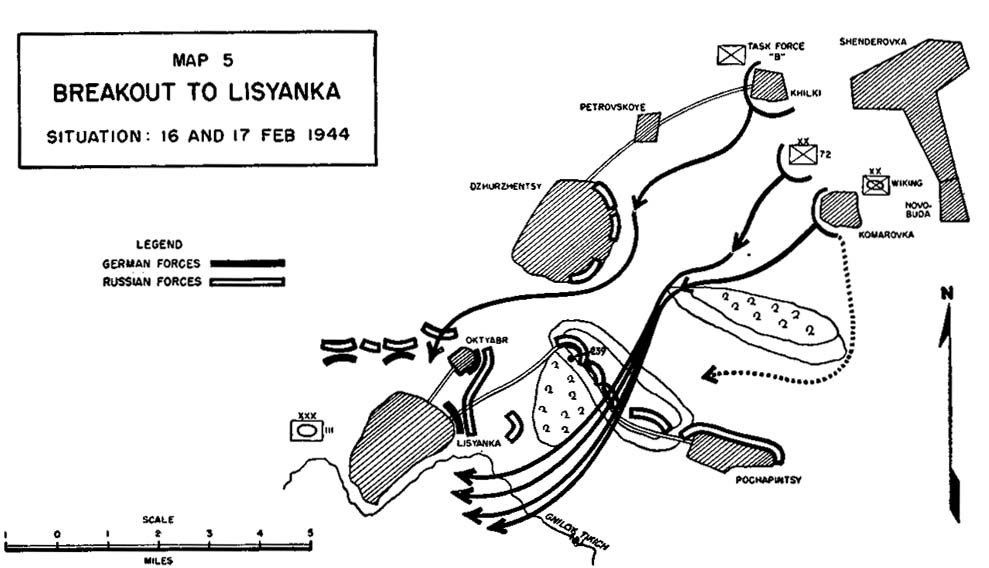
Ausbruch über Lyssjanka und den Gniloi Tikitsch

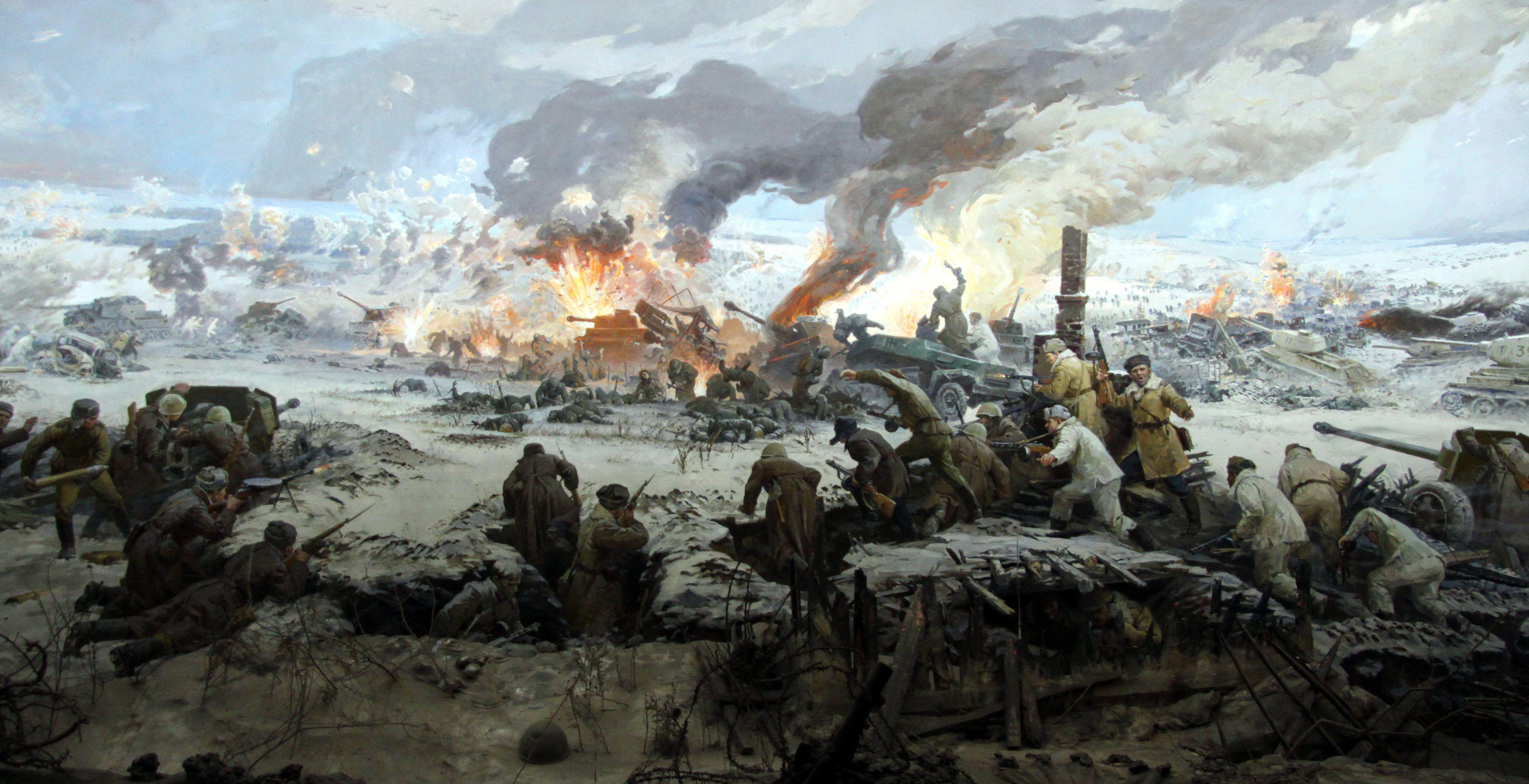
Schlachtgemälde im Museum zur Kesselschlacht von Tscherkassy

Schon am 15. Februar erkannte General Wenck, Chef des Stabes der 1. Panzerarmee, dass die Offensive des III. Panzerkorps angesichts der sowjetischen Abwehrkräfte der 1. Ukrainischen Front festgefahren war; die Panzerabteilungen Frank und Bäke kamen etwa 20 Kilometer an die eingekreisten Kräfte heran und mussten dann zur Verteidigung übergehen. Im Nordwesten und Westen von Lyssjanka wurde die Situation immer schlimmer: die 16. und 17. Panzerdivision konnten die gefährliche Gegenoffensive der 2. Panzerarmee nicht mehr ausreichend abwehren, die SS-Leibstandarte lag bei Winograd fest.
Als sich abzeichnete, dass sich der deutsche Angriff wenige Kilometer vor dem Kessel festlief, genehmigte Generalfeldmarschall von Manstein ohne vorherige Verständigung mit Hitler den Ausbruch.
Aus Mangel an Fahrzeugen und Treibstoff konnte das III. Panzerkorps seine Einheiten in der Gegend von Lyssjanka und Oktjabr nicht verstärken. Am 15. Februar um 11.05 Uhr erging der Angriffsbefehl durch Funk an die eingeschlossenen Truppen: „Aktionsfähigkeit III. Panzerkorps witterungs- und versorgungsbedingt eingeschränkt. Gruppe Stemmermann muss den entscheidenden Durchbruch bis Dschurschenzy und Höhe 239 etwa 2 km südlich davon aus eigener Kraft führen.“ Die Divisionen des III. Panzerkorps konnten unterstützen, indem ihre Truppen die im Raum Potschapinzy-Dschurschenzy konzentrierten Feindkräfte festhielten und versuchten, die ausbrechenden Truppen auf dem beherrschenden Höhengelände nordwestlich Potschapinzy aufzunehmen. Die Bereitstellung zum Ausbruch war auf dem engen Raum schwierig und konnte wegen der sowjetischen Artillerie nur mehr in der Nacht geführt werden.
Der Ausbruch der Gruppe Stemmerman begann am 16. Februar um 23:00 Uhr. Der Plan sah vor, dass der Ausbruch auf einer nur 4,5 Kilometer langen Front stattfinden musste. Die eingeschlossenen Divisionen waren so gruppiert, dass sie bei Lyssjanka über den Gniloi Tikitsch nach Südwesten ausbrechen sollten. Südöstlich von Chilki und bei Dschurschenzy wurde an der rechten Flanke die Korps-Abteilung B (Oberst Fouquet) konzentriert, die noch kampfkräftige 72. Infanterie-Division wurde in der Mitte voraus zum Durchbruch bestimmt. Es wurden drei Gruppen gebildet, die nacheinander bei Dunkelheit antreten sollten. In der ersten Gruppen war die Infanterie, in der zweiten die noch mobilen schweren Waffen und in der dritten Gruppen sollten der Tross und die Artillerie folgen. Die links eingesetzte 5. SS-Panzer-Division „Wiking“ (General Gille) war bestimmt, in der Mitte nördlich von Komarowka an der Höhe 239 vorbei nach Süden auf Lyssjanka vorzurücken. Die Kampfformation dieser Division war ebenfalls in mehrere Staffeln gegliedert. Ein Füsilier-Bataillon, verstärkt durch Panzer und Sturmgeschütze, stand an der Spitze, in zweiter Staffel das Grenadier-Regiment „Westland“ und das Bataillon Narwa und das Panzergrenadier-Regiment „Nordland“. Die Nachhut bildete die SS-Sturmbrigade „Wallonien“ (SS-Standartenführer Degrelle), dahinter östlich von Schanderowka die 88. Infanterie-Division (Generalleutnant von Rittberg) sowie die 57. Infanterie-Division (Generalmajor Trowitz).
Das führende Treffen der Korps-Abteilung B und der 72. Division konnte über Dschurschenzy und die Höhe 239 noch vor Sonnenaufgang die deutschen Vorposten an der Lyssjanka erreichen. General Stemmermann wurde während des Ausbruchs getötet, als sein Kommandowagen bei Dschurschenzy von einer sowjetischen Panzerabwehrgranate getroffen wurde. Die Kolonnen der 72. Division und „Wiking“ wurden beim Ausbruch völlig miteinander vermischt. Sie hatten fast keine schwere Waffen mitnehmen können, hatten aber viele Leichtverwundete aufgenommen. Die Korpsabteilung B deckte mit der Regimentsgruppe 112. ID. auf der rechten Flanke bei Chilki und Chischinzy und versuchte, sich mit den anderen Kräften abzusetzen. Der schnell einsetzende sowjetische Gegenangriff fügte den Kolonnen des zweiten Treffens furchtbare Verluste zu. Einheiten des 5. und 18. Panzerkorps bei Dschurschenzy und die 41. Garde-Division östlich der Höhe 239 begannen, eine starke Barriere zu bilden und eröffneten den Beschuss mit Dutzenden von Panzern. Die Verbindung zum nachfolgenden 2. Treffen brach ab, sowjetisches Panzerfeuer schlug in die dicht aufgeschlossenen Kolonnen ein. Die massenhaft einschlagenden Granaten zwangen die Masse der Soldaten auf den Boden. Die dezimierten Reste der deutsche Einheiten versuchten verzweifelt, durch das Waldgebiet südlich der Höhe 239 bei Potschapinzy auszuweichen. Eine wirksame Gegenwehr war ohne panzerbrechende Waffen nicht möglich. Im Durcheinander lief das 3. Treffen in der Dunkelheit auf die vordere Staffel auf. Gleichzeitig standen die Einheiten der sowjetischen 27. Armee bereit, eine intensive Verfolgung einzuleiten. Eingekreiste Formationen der deutschen Nachhut unternahmen fortwährend Angriffe, um aus dem Gebiet von Steblew nach Südwesten auszubrechen. In Schenderowka mussten von der abgeschnittenen Nachhut der 57. Infanterie-Division etwa 1500 Schwerverletzte zurückgelassen werden; sie wurden von den ankommenden Rotarmisten auf bestialische Weise ermordet.
Die Truppen der 2. Ukrainischen Front hatten den Kessel bis zum Abend zusammengedrückt und griffen diesen unaufhörlich weiter an. Der Befehl des Divisionskommandeurs, Generalmajor Trowitz, an das Artillerieregiment 157 lautete, dass in der Nacht ein erneuter Ausbruchsversuch erfolgen sollte. Die meisten deutschen Truppen änderten die befohlene Ausbruchsrichtung, die unter dauerndem Artilleriebeschuss lag, und umgingen die Höhe 239 ostwärts, wo sie wiederum auf sowjetische Stellungen trafen. Bei Tagesanbruch erreichten durchgebrochene Kolonnen den Gniloi Tikitsch, fanden jedoch Brücken oder brauchbare Übergangsstellen, um die deutschen Linien zu erreichen, nicht vor.
Am frühen Morgen gelang es jedoch einigen Tiger-Panzern des III. Panzerkorps, einen erfolgreichen Entlastungsangriff vorzutragen, so dass die Masse der eingekesselten Truppen nunmehr aus eigener Kraft den Einschließungsring durchbrechen konnte.
Am 17. Februar um 3 Uhr morgens bildeten die eingeschlossenen deutschen Truppen mit etwa 5 Batterien und 20 Panzern eine Stoßgruppe, die versuchte, aus der Einkesselung nach Südwesten auszubrechen. Bis um 9.30 Uhr rückte eine Kolonne mit noch 5000 Mann nach Dschurschenzy vor, während eine andere Kolonne über Komarowka nach Potschapinzy vorrückte. Sie wurden von Einheiten der 206. Schützendivision, dem 18. Panzerkorps (der 5. Gardepanzerarmee) sowie von Einheiten der 5. Garde-Luftlandedivision und zwei Divisionen des 5. Garde-Kavalleriekorps aus dem Nordwesten angegriffen. Gleichzeitig griff das 29. Panzerkorps von Komarowka her an, die Truppen der 2. Panzerarmee führten starke Panzerangriffe nordöstlich von Lyssjanka. Die Deutschen fanden am Gniloi Tikitsch keine Übergänge, viele versuchten, den eiskalten Fluss schwimmend zu durchqueren. Wer nicht ertrank, sah sich am jenseitigen Ufer neuen sowjetischen Stellungen gegenüber. Besondere sowjetische Abteilungen nahmen die Ankommenden entweder gefangen oder töteten sie umgehend. Bis zum Abend des 17. Februar gelang es jedoch dem Gros der deutschen Einheiten, dem Kessel zu entkommen. Während des 18. Februar säuberten und besetzten Einheiten der 27. Armee und der 4. Gardearmee das Gelände um die Ortschaften Dschurschenzy, Potschapinzy und Komarowka.

## Ergebnis

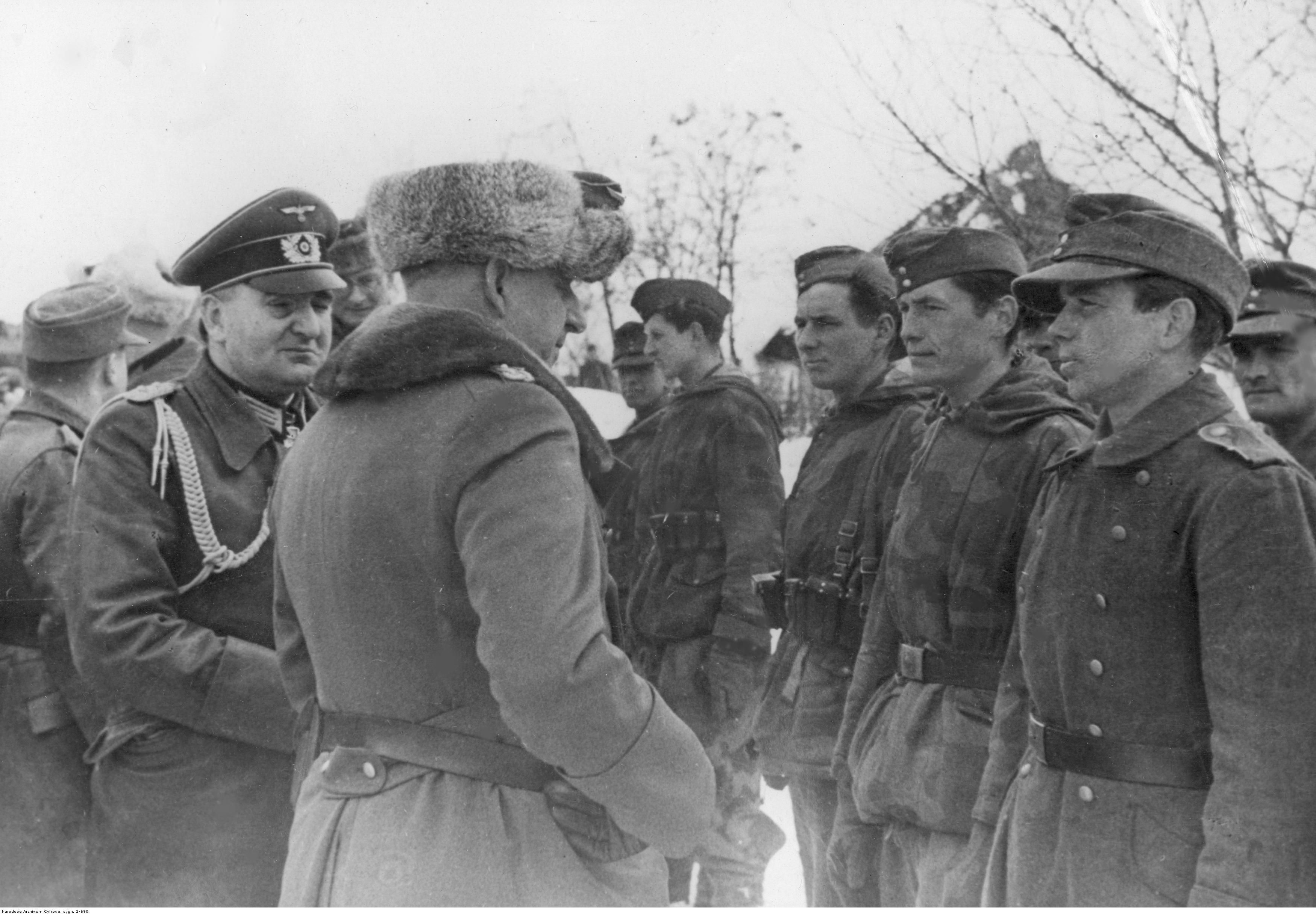
Generalfeldmarschall Erich von Manstein spricht mit Soldaten der 72. Infanteriedivision, die gerade aus dem Kessel entkommen sind

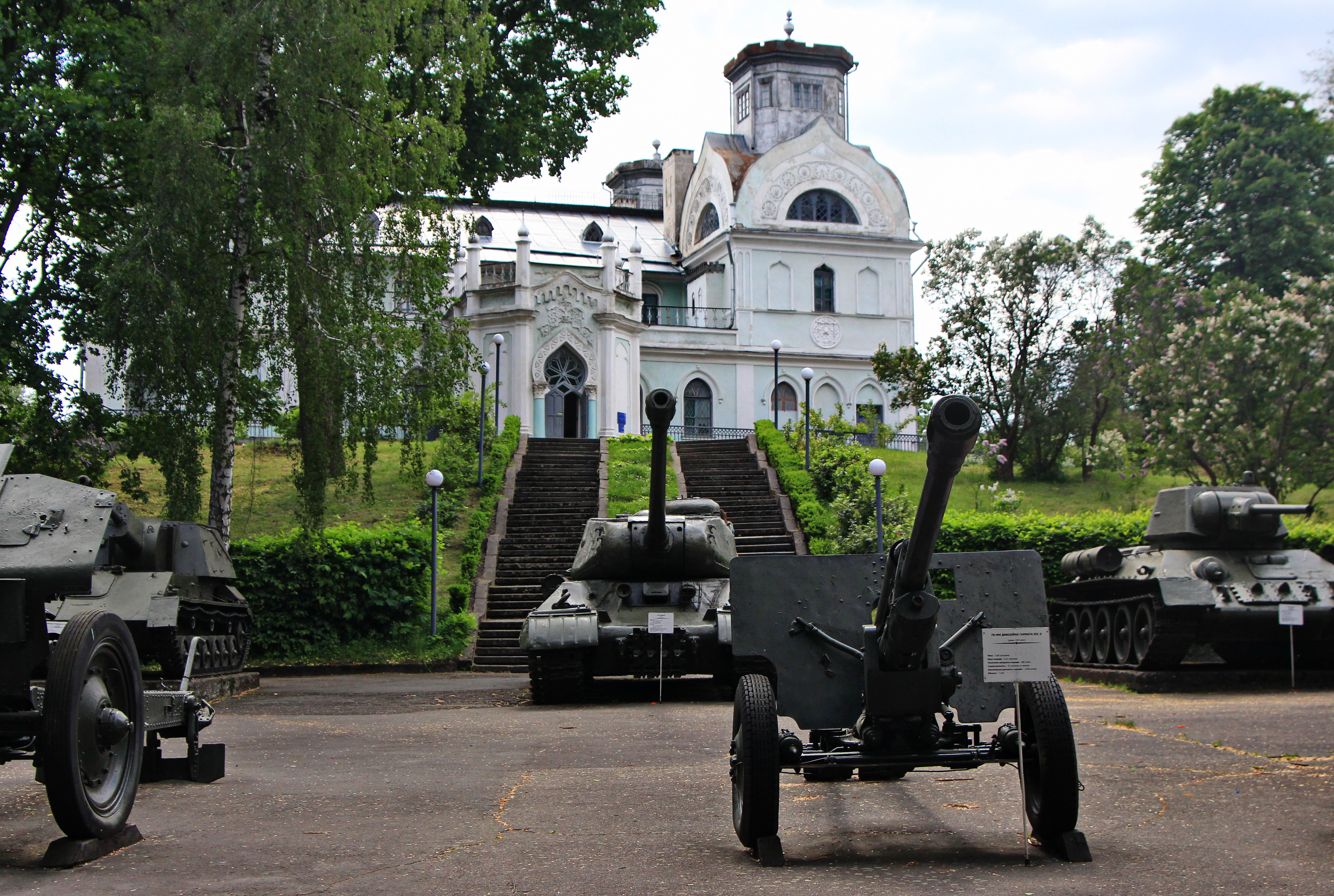
Museum zur Kesselschlacht von Tscherkassy

Die sechs eingeschlossenen deutschen Divisionen erlitten hohe Verluste an Mannschaften und Offizieren und ließen bei ihrem Ausbruch das gesamte schwere Kriegsgerät zurück. Nach sowjetischen Angaben wurden hingegen 55.000 deutsche Soldaten im Kessel getötet und 18.200 gerieten in Gefangenschaft (schon am 18. Februar wurde von der Roten Armee aus Gründen der Propaganda verlautbart, dass während der ganzen Operation mehr als 52.000 Tote auf dem Schlachtfeld geblieben und 11.000 Soldaten und Offiziere gefangen genommen wären, wobei die gesamte Ausrüstung entweder zerstört oder erbeutet worden sei). Die meisten Gefangenen wurden im Raum Oktjabr-Dschurschenzy-Potschapinzy von Truppen der 4. Garde-Armee bei der Säuberung des Kessels gemeldet (6400 Soldaten allein am 17. und 18. Februar), weitere 7583 Gefangene wurden im gleichen Zeitraum von der 27. Armee gemeldet.
Tatsächlich aber hatten sich zahlreiche deutsche Einheiten vor der Einkreisung rechtzeitig zurückziehen können, so dass lediglich rund 55000 Mann mit 40 Panzern und Sturmgeschützen eingekesselt waren. Davon konnten sich 36000 Mann durch Ausbruch retten, überdies waren 4000 zuvor ausgeflogen worden. Allerdings waren die Verluste des III. Panzerkorps, das die Hauptlast des Entlastungsangriffs zu tragen hatte, mit 3000 Mann erheblich. Insgesamt gingen rund 150 deutsche Panzer verloren, die meisten davon durch Treibstoffmangel.
Die Verluste der 1. und 2. Ukrainischen Front betrugen nach eigenen Angaben 80.188 Mann, davon 24.286 Tote und Vermisste sowie 55.902 Verwundete und Erkrankte, 728 Panzer gingen verloren.
Armeegeneral Watutin wurde am 29. Februar von ukrainischen Aufständischen der UPA schwer verwundet und verstarb am 14. April.
Die sowjetische Propaganda feierte den Ausgang der Schlacht als ein „zweites Stalingrad“. Der Kommandeur der 2. Ukrainischen Front, General Konew, wurde für seinen angeblichen Sieg zum Marschall der Sowjetunion befördert. Noch in seinen Memoiren behauptete er, „kein einziger deutscher Soldat ... (sei) irgendwo an der äußeren und inneren Front durchgekommen“. Intern aber wurde der Ausgang der Schlacht auf sowjetischer Seite durchaus als Fehlschlag bewertet. In dessen Gefolge kam es zu einem lebenslangen Zerwürfnis zwischen Konew und Georgi Schukow, dem späteren Eroberer von Berlin.